# Egypt
Egypt, plným názvem Egyptská arabská republika (arabsky  جُمهورِيّةُ مِصرَ العَرَبيّةِ‎), je transkontinentální země překlenující severovýchodní roh Afriky a jihozápadní roh Asie pozemním mostem tvořeným Sinajským poloostrovem. Egypt je středomořská země ohraničená pásmem Gazy (Palestina) a Izraelem na severovýchodě, Akabským zálivem a Rudým mořem na východě, Súdánem na jihu a Libyí na západě. Na druhé straně Akabského zálivu leží Jordánsko, přes Rudé moře leží Saúdská Arábie a přes Středozemní moře leží Řecko, Turecko a Kypr, přestože ani jedna z těchto zemí s Egyptem přímo nehraničí.
Egypt patří k zemím s nejdelší historií, jeho dědictví můžeme sledovat podél delty Nilu zpět do 6.–4. tisíciletí př. n. l. Uznáván jako kolébka civilizace, starověký Egypt viděl jedny z nejranějších vývojových etap psaní, zemědělství, urbanizace, organizovaného náboženství a centralizované vlády. Ikonické památky jako Gízská nekropole a její Velká sfinga, stejně tak jako ruiny Mennoferu, Vesetu, Karnaku a Údolí králů odrážejí toto dědictví a zůstávají významným středem zájmu vědeckého i amatérského. Dlouhé a bohaté kulturní dědictví Egypta je nedílnou součástí národní identity, která odráží jeho unikátní transkontinentální umístění – je zároveň středomořskou, středovýchodní i severoafrickou zemí. Egypt byl raným a důležitým centrem křesťanství, ale byl z velké části islamizován v sedmém století a stále zůstává převážně muslimskou zemí, i když s významnou křesťanskou menšinou.
Egypt je jednou z nejlidnatějších zemí Afriky. Většina z přibližně 115 milionů obyvatel žije poblíž břehů řeky Nil na ploše 40 000 čtverečních kilometrů, kde se nachází jediná orná půda v zemi. Většina nehostinné pouště Sahary je pouze velmi řídce obydlena. Přibližně polovina obyvatel Egypta žije ve městech, většina z nich v hustě obydlených centrech Káhiry, Alexandrie a dalších velkých měst nilské delty.
Tato země je známá především díky starověké civilizaci a několika světově proslulým monumentům, jako jsou například pyramidy v Gíze a Velká sfinga. Město Luxor, které se nachází na jihu Egypta, skrývá početné starověké artefakty, jako například chrámový komplex Karnak a Údolí králů. Egypťané jsou obecně považováni za kulturně a politicky důležitý národ Středního východu.

## Etymologie

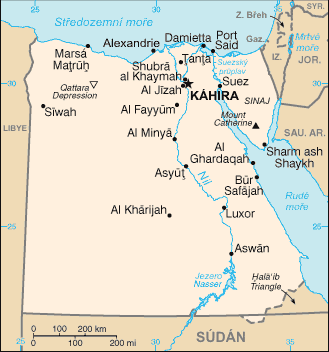
Mapa Egypta

Egypt měl svůj odlišný etymologický vývoj ve starověku.[ujasnit]
Základ dnešního výrazu Egypt je třeba hledat v označení Ptahova chrámového komplexu v městě Mennofer (řecky Memfis). Komplex byl nazýván „Palác Ptahova Ka“, ve staré egyptštině „hat ka ptah“. Další vývoj výslovnosti vedl až podobě „hykupta“ (srovnej české půl dne → poledne).
Staří Řekové výraz hykupta přizpůsobili své výslovnosti a použili jej i pro svůj mýtus o založení Egypta králem jménem ΑΙΓΥΠΤΟΣ (Aigyptos). S nástupem a rozšířením římské civilizace dostává název země novou podobu ÆGYPTVS (Égyptus). Po připojení Egypta k Římskému impériu zůstal termín Égyptus zachován v názvu nové římské provincie a přešel i do většiny jazyků jako Egypt. Staroegyptské názvy Egypta prozrazují, že starověké obyvatelstvo svou zemi nazývalo odlišně a mnohotvárně. Podle archeologických nálezů a hieroglyfických nápisů byl starověký Egypt svými obyvateli nejčastěji nazýván „Kemet“ (Černá země).
Také současný oficiální název země je odlišný a zní Džumhúríjat Misr al-arabíja, což v arabském světě a v Egyptě samotném se nahrazuje hovorovým Maṣr či Miṣr.
Ve staré češtině se Egypt nazýval buď Egypt, nebo Egyptus, Ejiptus či Ejipt.

## Dějiny
Historie Egypta patří mezi nejdelší souvislé historie sjednoceného státu. Nilské údolí vytváří přirozenou zeměpisnou oblast ohraničenou na východě a západě pouštěmi, na severu mořem a na jihu nilskými katarakty. Snaha ovlivnit nilské záplavy vedla v době 3 000 př. n. l. ke vzniku jednoho z prvních států na světě.

### Pravěk a starověk

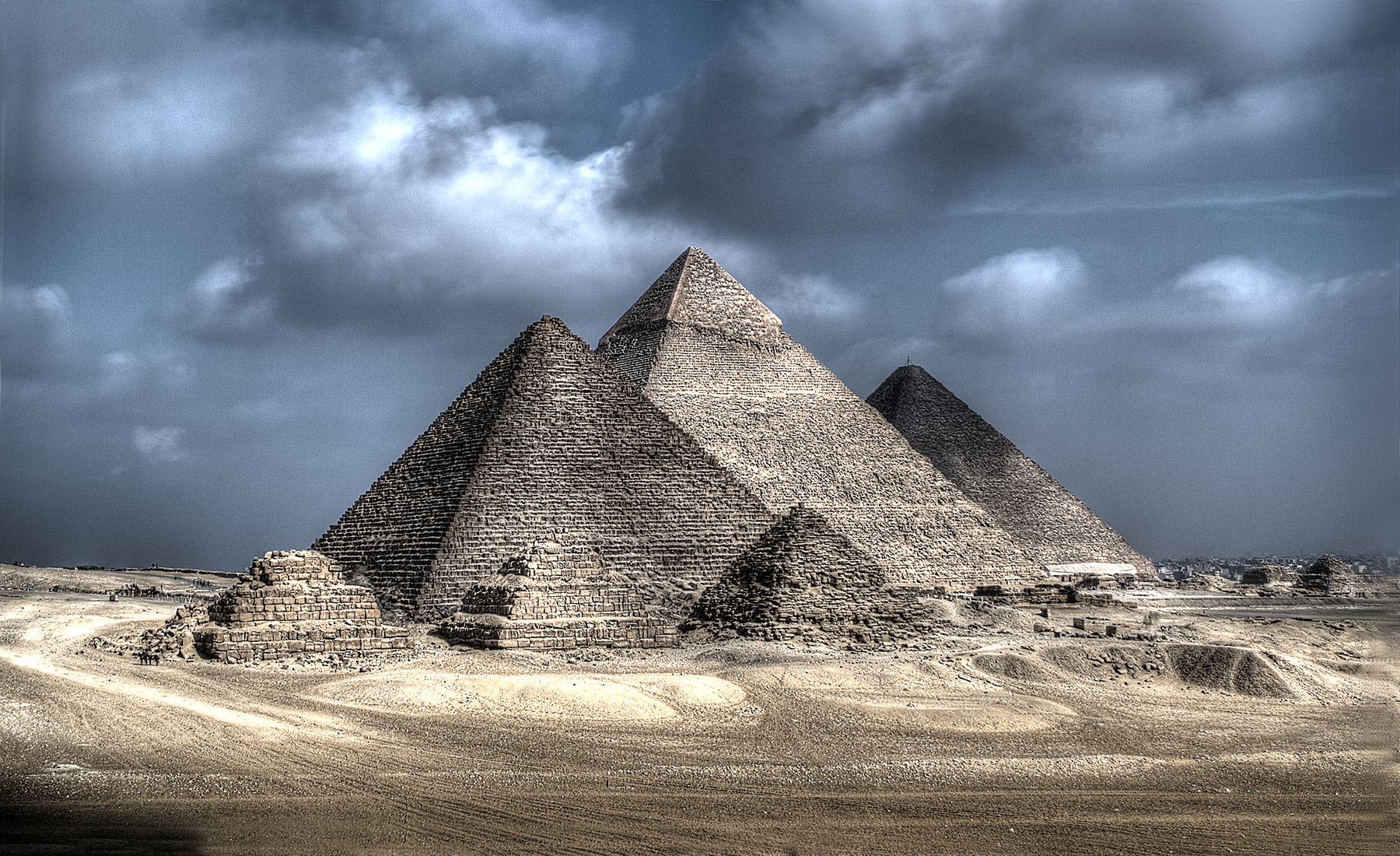
Gízská nekropole je nejstarší ze sedmi divů světa a jediný, který dosud existuje.

Rozsah egyptské říše za vlády Thutmose I. (1504–1492 př. n. l.)

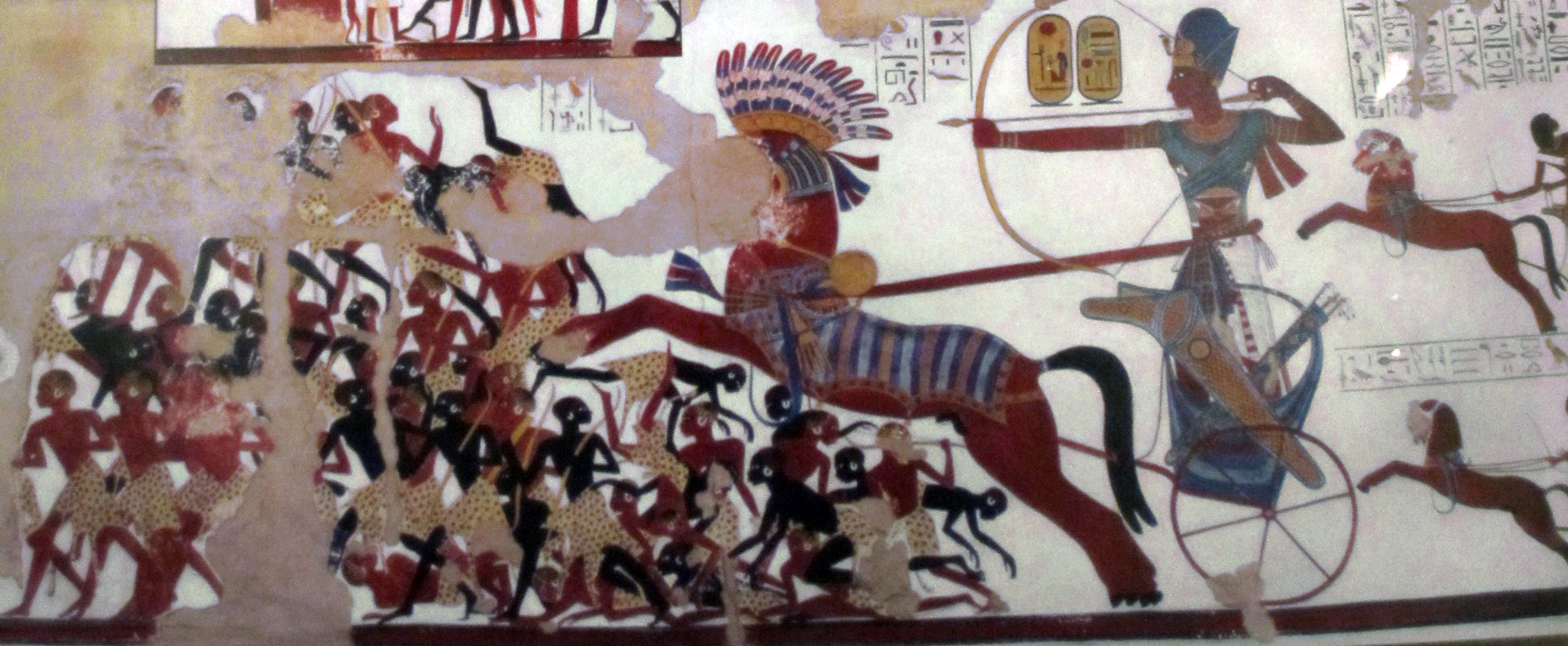
Egyptský faraon Ramesse II. na svém válečném voze poráží Núbijce. Reliéf z chrámu v Beit El Wali.

Skupinky člověka rodu Homo erectus se při rozšiřování z Afriky do západní a jižní Asie pravděpodobně též usadily v údolí Nilu. Ze středního paleolitu pochází mnoho lokalit, kde bylo doloženo využívání rohovce vhodného pro výrobu pazourků.
Postupně se skupiny lovců a sběračů začaly usazovat a zhruba od 10. tisíciletí př. n. l. začaly v Nilském údolí vznikat trvalejší zemědělská sídliště. Lidé využívali bohatství, které jim nabízelo údolí Nilu. Nilské bahno poskytovalo materiál na stavbu nízkých stěn chatrčí, na výrobu keramiky a také každoroční nilské záplavy přinášely živiny pro rostlinstvo v okolí. Kolem 8000 př. n. l. začalo masivnější sestěhovávání pasteveckých národů k Nilu, v důsledku vysychání širokých oblastí (zárodky Sahary), na jehož příčině se odborníci zatím neshodli (možná je klimatická změna i nadměrné spásání v důsledku populační exploze).
Okolo roku 6000 př. n. l. vstoupil Egypt do neolitu. V této době vzniklo několik kultur, z nichž nejvýznamnější jsou badárská kultura a nakádská kultura. Ty jsou považovány za bezprostřední předchůdce egyptské říše (tzv. předdynastická doba). V pozdní nakádské kultuře (archeologové hovoří většinou o kultuře Nakáda III) nacházíme nejstarší doklady o užití hieroglyfického písma, zhruba kolem roku 3200 př. n. l. Centralizačnímu procesu předcházelo vytváření kmenových svazů, vyvolané potřebou organizovat odvodňovací práce. V Horním Egyptě nabyl převahy kmen, který sídlil v okolí osady Nechen (pozdější Hierakonpolis), v Dolním Egyptě to byl kmen sídlící v severozápadní deltě Nilu v okolí osady Bútó.
Roku 3150 př. n. l. sjednotil faraon Meni Horní a Dolní Egypt. Vznikl tak tzv. dynastický Egypt, spolu se Sumerem první významná říše starověku. Při uspořádávání staroegyptské historie se většinou využívá relativního datování podle vlády panovníků a egyptských dynastií, jež vychází převážně z díla řeckého historika Manehta. Podle této tradice se od 3. dynastie hovoří o tzv. Staré říši (zhruba 2700–2200 př. n. l.). Panovníci této říše byli považováni za ztělesnění bohů (zpočátku zejména slunečního boha Re) a měli neomezenou moc. Nazývali se faraoni. Nechávali budovat pyramidy, jež jsou dodnes jedněmi z nejcennějších památek lidské historie.
Za vlády faraona Džosera (kolem 2610–2590 př. n. l.) a panovníků 4. a 5. dynastie se hranice Egypta posunuly až k Asuánu na jihu. Džoser nechal postavit první pyramidu (stupňovitou), za 4. dynastie pak vznikly slavné pyramidy v Gíze.
Po rozpadu Staré říše a následném stopadesátiletém období zmatku se podařilo vládcům města Vesetu (Théby) v Horním Egyptě, konkrétně Mentuhotepovi II., říši znovu sjednotit a pod vládou 11. dynastie vznikla Střední říše (2040–1650 př. n. l.). Hospodářský a kulturní vrchol zažila za dlouhé vlády Amenemheta III. (1818–1773 př. n. l.).
Kolem roku 1650 př. n. l. se zmocnily vlády v Egyptě semitské kmeny z Asie, jimž se později začalo říkat Hyksósové. Ti Dolní Egypt načas ovládli. Přinesli s sebou inovace – nový typ luku, nové typy bronzových zbraní, chov koní a užití válečných vozů, čímž se změnil způsob vedení válečných bojů. Hlavním městem učinili Hatueret. Faraonu Ahmosi I. se nicméně kolem roku 1550 př. n. l. podařilo vládu Hyksósů zlomit. Založil tak 18. dynastii a tzv. Novou říši (1550–1077 př. n. l.). Egyptská říše se v té době rozšířila až k Núbii a k údolí Eufratu. Faraoni této éry již nestavěli mohutné pyramidy, pohřbíváni byli v Údolí králů a o jejich architektonickém vkusu svědčí zejména stavby v chrámovém komplexu Karnak u Vesetu. Úroveň egyptského umění té doby dokládá například slavná Tutanchamonova zlatá maska (dnes v Egyptském muzeu v Káhiře).
Panovník Amenhotep IV. (1364–1347 př. n. l.), jehož manželkou byla Nefertiti, si změnil své jméno na Achnaton a provedl významnou náboženskou reformu, kterou se pokusil zavést monoteismus. Za jeho vlády byl jediným uctívaným bohem Aton, sluneční kotouč. Nový vládce Tutanchamon nicméně tento kult zrušil, vrátil se k polyteismu a jméno Achnatona bylo ze seznamu králů vymazáno.
Za vlády Ramesse II. (1290–1224 př. n. l.) zažila Nová říše ještě jednou dobu rozkvětu. Po smrti Ramesse III. (1184–1153 př. n. l.) však došlo k rychlému úpadu Egypta a nepokojům. Zmar dovršil vpád Libyjců a mořských národů. I když se podařilo Libyjce vyhnat a mořské národy odrazit, faraoni již poté fakticky vládli jen v deltě Nilu a Egypt se rozdrobil.

### Ptolemaiovský a římský Egypt

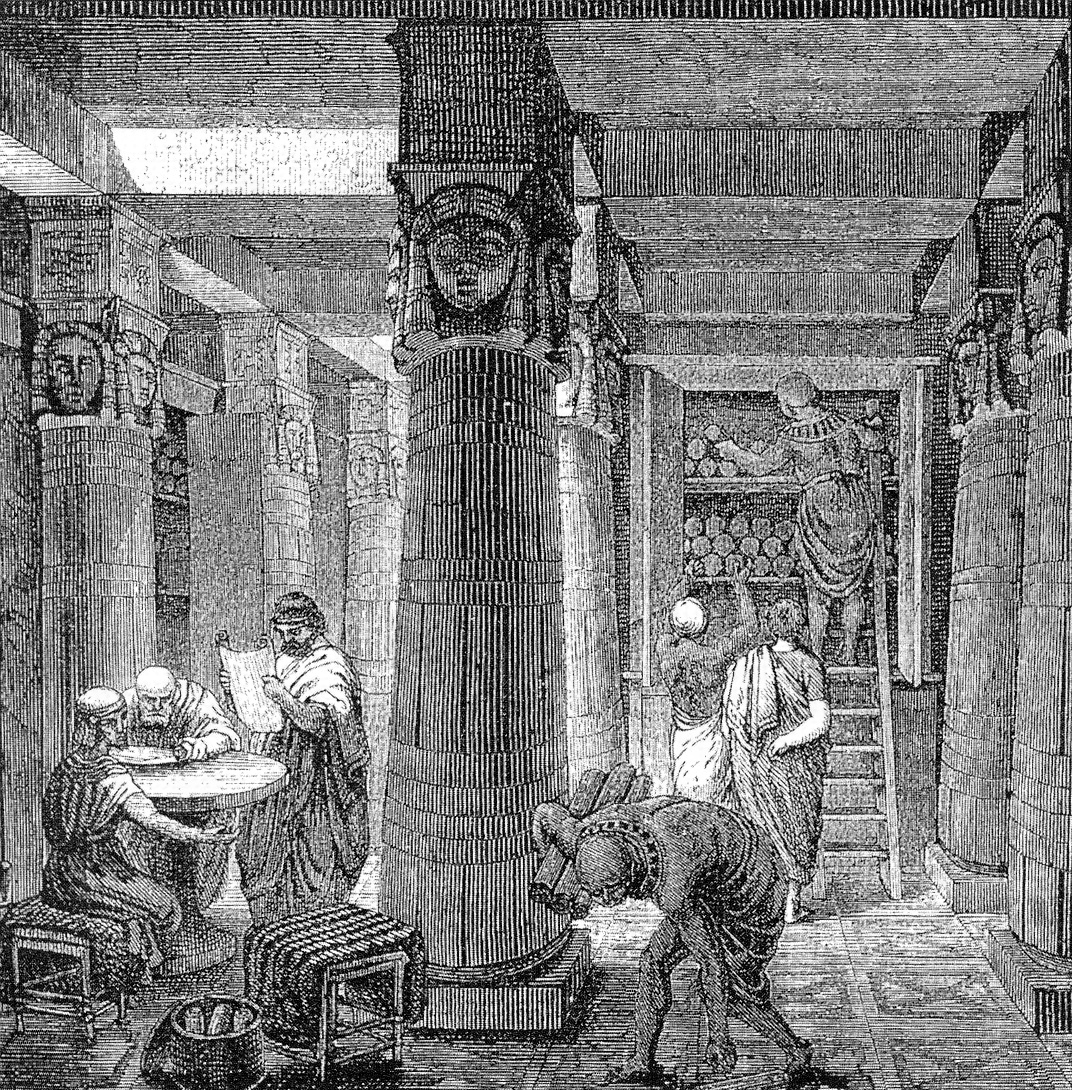
Alexandrijská knihovna (rytina z 19. století)

V roce 525 př. n. l. se Egypta poprvé zmocnila Achaimenovská říše. Na konci 5. století př. n. l. se naposled osamostatnil pod vládou domácích dynastií (XXVIII.–XXX.). Poté se Egypta znovu zmocnili Peršané. Přisvojili si sice titul faraona, zemi však vládli ze Sús (dnes na území Íránu).
V roce 333 př. n. l. porazil makedonský vládce Alexandr Veliký perského krále Dáreia III. a získal tak egyptské území. Po Alexandrově smrti (323 př. n. l.) jeden z jeho vojevůdců Ptolemaios provincii ovládl a v roce 305 př. n. l. přijal titul krále. Panoval jako Ptolemaios I. Sótér. Ptolemaiovská dynastie, již založil, pak vládla Egyptu až do roku 30 př. n. l. Hlavním městem byla Alexandrie, nejvýznamnější vědecké středisko helénského světa a sídlo proslulé Alexandrijské knihovny, největší knihovny starověku, jejíž bohatství (700 000 papyrových svitků) bylo však později plně zničeno, dle legendy snad při požáru způsobeném římským vojevůdcem Caesarem.
Po smrti Kleopatry VII. v roce 30 př. n. l., poslední panovnice dynastie Ptolemaiovců, se stal Egypt římskou provincií. V římské době proniklo do Egypta křesťanství. Marek Evangelista působil v Alexandrii. Ta byla v 1. století spolu s Antiochií, Jeruzalémem a Římem nejvýznamnějším křesťanským centrem. Velké ztráty utrpěli místní křesťané v roce 284, kdy za vlády císaře Diokleciána (284-305) nastalo jejich velké pronásledování. Při dělení římské říše roku 395 se Egypt dostal pod východořímskou (byzantskou) vládu. Ztratil dosavadní hospodářský význam a nábožensky to znamenalo vliv východní církve. Po Chalkedonském koncilu v roce 451 se však egyptští křesťané s konstantinopolským duchovním centrem rozešli a založili si samostatnou koptskou církev, jež existuje dodnes.

### Středověk a osmanská nadvláda

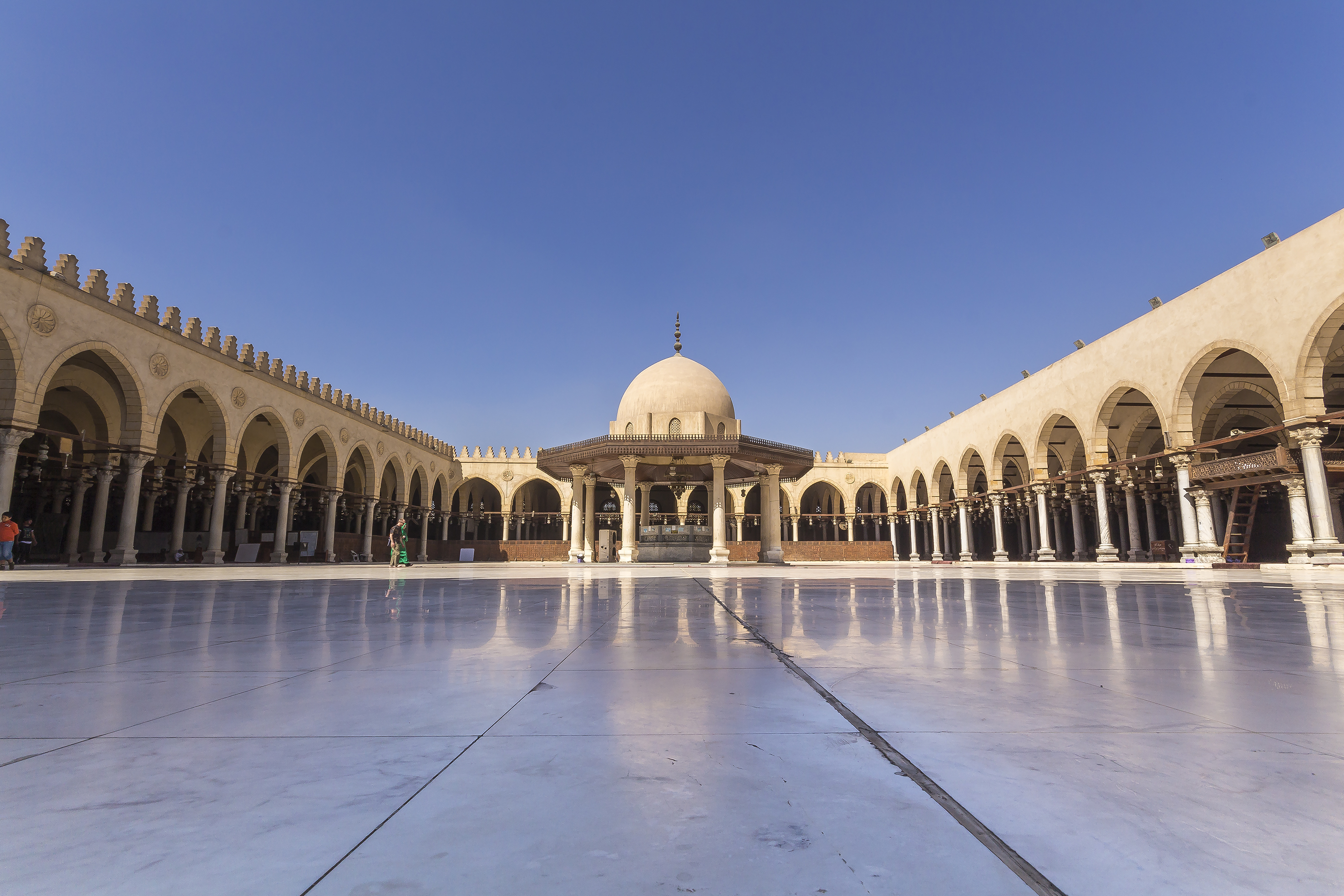
Amrova mešita ve Fustatu, nejstarší v Africe

Mezi lety 639–646 přemohli muslimští Arabové veškerý odpor byzantských armád a původního obyvatelstva, jehož potomky je současná etnonáboženská skupina Koptů (zhruba 10% obyvatel Egypta). Za vlády chalífy Mu'áviji I. (661–750) začala postupná arabizace a islamizace Egypta. Koptové sice několikrát povstali, ovšem marně. Arabové založili nové hlavní město zvané Fustat, které bylo později vypáleno během křížových výprav. Káhira byla založena v roce 986. Časem se z ní stalo centrum země.
Arabové vládli zemi z Bagdádu, nicméně při oslabení moci Abbásovců se vlády nad Egyptem chopili mamlúci, původně vojenští otroci turkického původu. První mamlúcká dynastie nastoupila již roku 868, formálně ještě podrobena Abbásovcům. Mamlúci ztratili moc na úkor Arabů roku 909. Ti založili šíitský Fátimovský chalífát, jemuž časem vládli z Káhiry. Arabsko-šíitská moc skončila s nástupem kurdského vojevůdce Saladina, zakladatele dynastie Ajjúbovců (1171–1249). Za jeho vlády se Káhira mj. stala centrem muslimského odporu proti křížovým tažením. Rozšířil se sunnitský islám, který se intenzivně mísil s místními tradicemi, v důsledku čehož se velmi rozšířila islámská mystika, tedy súfismus. Tento jev začal být velmi patrný od 12. století a je v náboženském systému Egypta přítomný doposud. Kolem roku 1250 povstala palácová garda a mamlúci znovu uzmuli trůn. Tentokráte již vládli jako zcela suverénní panovnická dynastie.
V roce 1517 dobyl Egypt turecký sultán Selim I. Země se tak stala provincií Osmanské říše. Správa Egypta byla nadále svěřena mamlúkům, nicméně osmanská nadvláda rozbila ekonomickou strukturu Egypta a krize vyvrcholila černou smrtí, která v polovině 14. století zabila asi 40 % populace země. Poté Egypťané ztratili vládu nad námořním obchodem ve svém okolí, na úkor Portugalců. To ještě prohloubilo ekonomický úpadek. V letech 1687 až 1731 zažil Egypt šest hladomorů. Ten z roku 1784 ho připravil zhruba o šestinu populace.

### Novověk

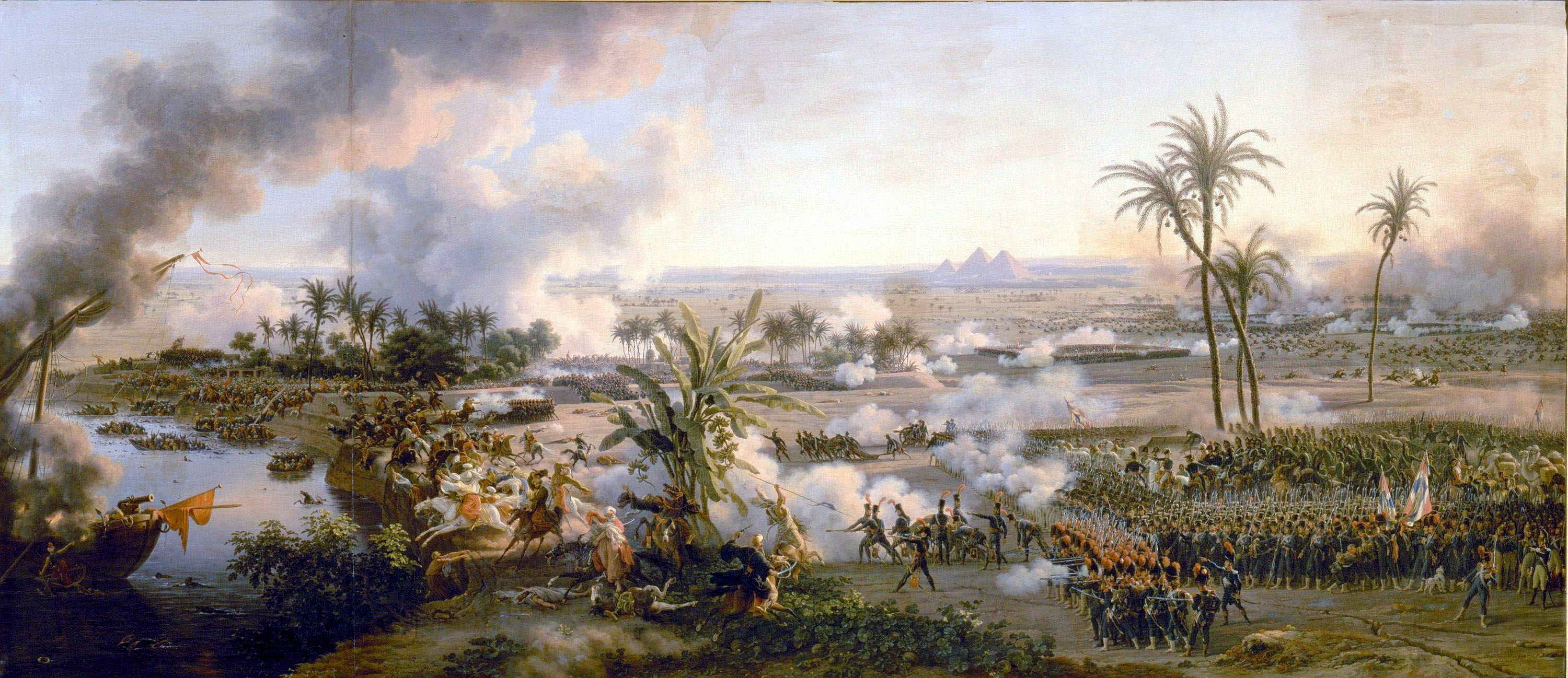
V bitvě u pyramid porazil Napoleon egyptské mamlúky

Muhammad Alí Paša

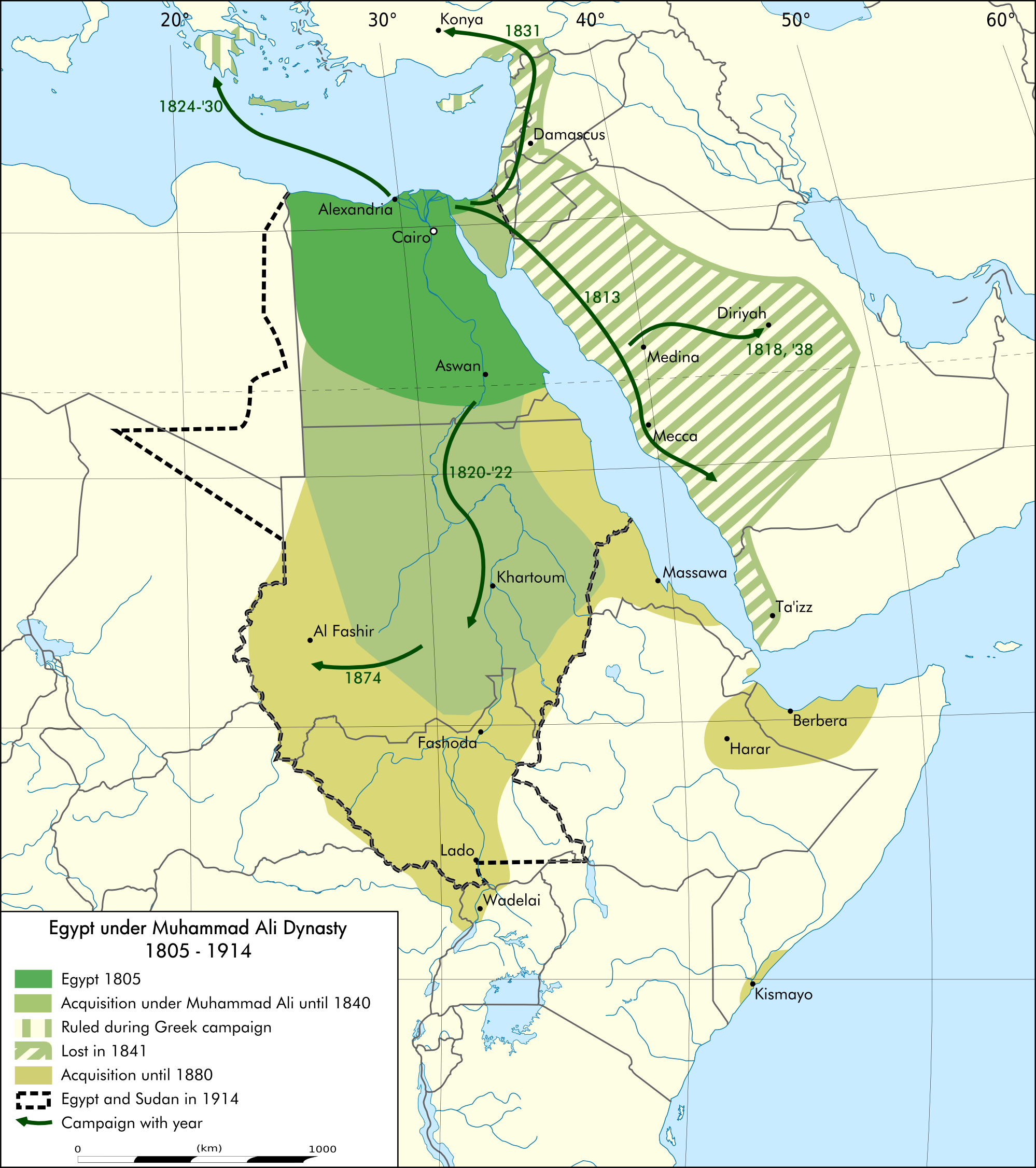
Expanze Egyptské říše za vlády dynastie Muhammada Alího v 19. století

Teprve Napoleonovo egyptské tažení v roce 1798 ukončilo osmanskou nadvládu nad Egyptem. Po neúspěšném tažení do Palestiny a z důvodu změny politické situace v Evropě Napoleon Bonaparte příštího roku zemi opustil. Zbytky francouzských expedičních sil poté v roce 1801 kapitulovaly před britsko-tureckou armádou. Od roku 1805 intrikami a násilím Egypt postupně ovládl albánský důstojník tureckého vojska v Egyptě Muhammad Alí Paša. Zamezil britským pokusům o vměšování do egyptské vnitřní politiky a v roce 1811 svou moc plně stabilizoval vyvražděním tehdejší vojenské a politické elity – mamlúků. Stal se tak faktickým vládcem země, neboť Osmanská říše neměla prostředky na znovudobytí Egypta.
Muhammad Alí anektoval severní Súdán (1820–1824), Sýrii (1833) a části Arábie a Anatolie, nicméně v roce 1841 evropské mocnosti, obávající se, že by mohl ovládnout i samotnou Osmanskou říši, přinutily Alího vrátit většinu svých územních zisků Osmanům. Alí zemi modernizoval. V roce 1820 bylo zavedeno pěstování bavlny. Bylo natolik výnosné, že učinilo egyptské zemědělství téměř monokulturním. Alí budoval též průmysl, systém kanálů pro zavlažování i dopravu a reformoval státní službu. Učinil z Egypta silně vojenský stát, čtyři procenta populace byli vojáci (tato tradice má dosah až do současnosti). Vojáci se také stali nositeli nové ideologie, moderního egyptského nacionalismu.
V roce 1848 se Muhammad Alí vzdal trůnu ve prospěch svého syna Ibráhíma. Dynastie, kterou založil, pak vládla Egyptu – zprvu pod formální osmanskou správou (tzv. Egyptské chedivství, existující v letech 1867–1914). Stále více však rostl vliv Britů. Velkou roli v jeho posilování hrál Suezský průplav, dokončený v roce 1869. Jeho stavba pod francouzským patronátem zemi zadlužila. Již krátce po otevření průplavu, a to v roce 1875, se stala největším akcionářem společnosti provozující tuto důležitou vodní cestu právě Velká Británie. Brzy již seděli britští kontroloři přímo v egyptské vládě. To vyvolávalo nacionalistický odpor, u politiků jako byl například Ahmed ʻUrabi. Nakonec to vedlo ke vzpouře, proti níž zasáhli Britové. Rozdrtili vzbouřence v bitvě u Tell El Kebiru a od roku 1882 Egypt oficiálně okupovali. V roce 1888 byla uzavřena tzv. Konstantinopolská konvence, kterou byl Suezský průplav prohlášen za neutrální území pod správou Velké Británie.
Po porážce Mahdího povstání v Súdánu byla v roce 1899 podepsána anglo-egyptská dohoda o kondominiu Anglo-egyptský Súdán: Dohoda stanovila, že Súdán bude společně řízen egyptským chedivem a Spojeným královstvím. Skutečná kontrola nad Súdánem byla však pouze v britských rukou.
Zpočátku vnímala řada Egypťanů britskou moc neutrálně, ale tzv. Dinšavský incident z roku 1906, kdy se britští důstojníci dostali do konfliktu s několika vesničany a popravili je, vyvolal bouři nevole a zesílil nacionalistický protibritský odpor v egyptské společnosti.

### Sultanát a království

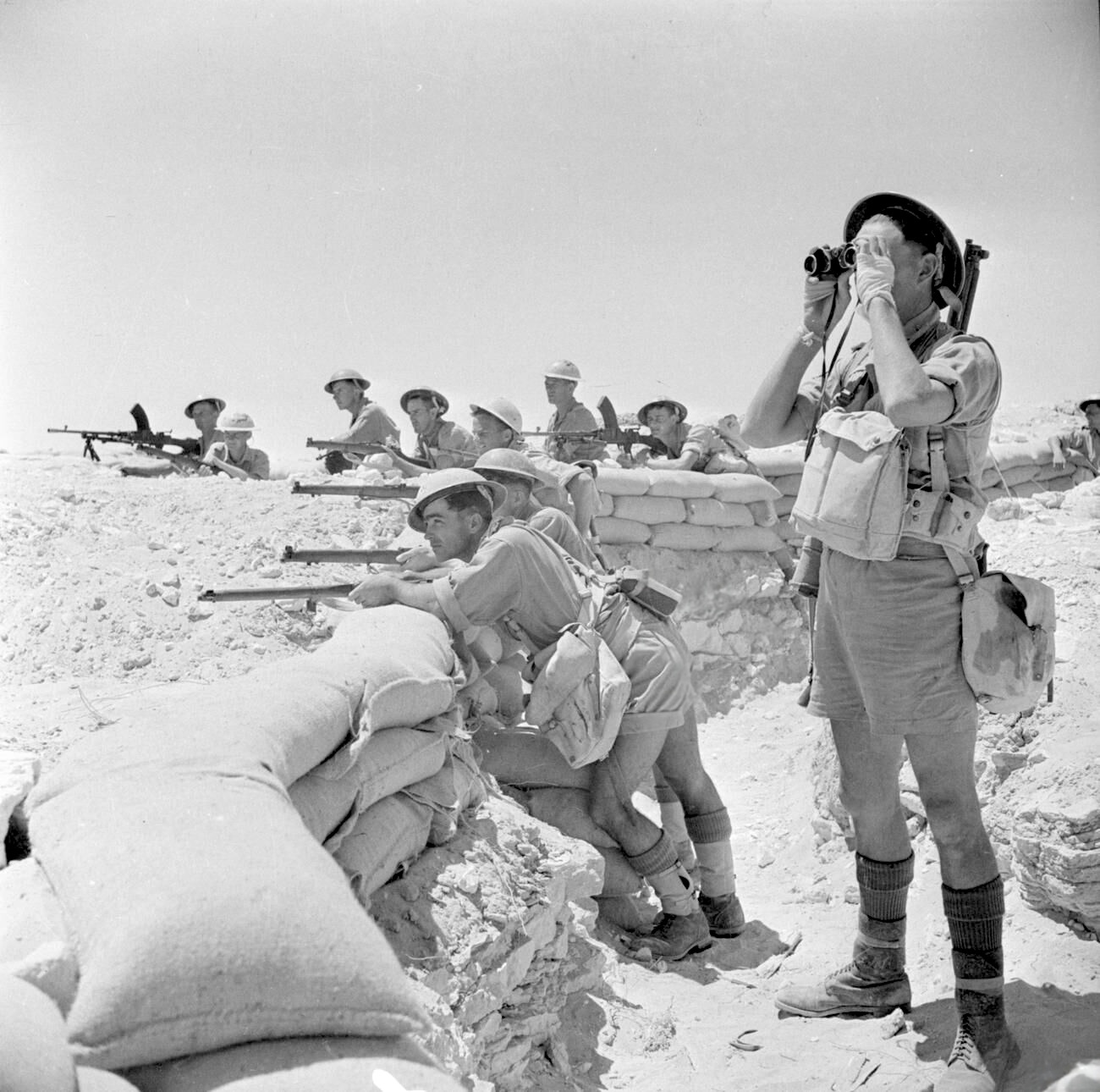
Britští vojáci v bitvě u El Alameinu

Aby Británie zabránila chedivovi Abbásovi II. Hilmímu vstoupit do první světové války po boku Osmanů, což zamýšlel, sesadila ho a nahradila Husajnem Kámilem, který byl jmenován sultánem, čímž vznikl na šest let Egyptský sultanát, jenž byl ihned po jeho vyhlášení, 18. prosince 1914, prohlášen britským protektorátem. Po smrti Husajna Kámila v roce 1917 se sultánem stal Ismáíla Ahmad Fu´ád. Britové poté zatížili egyptské obyvatelstvo nucenými pracemi pro budování komunikací a vodovodů s velkými ztrátami na lidských životech. Omezení dovozu zboží však podnítilo rozvoj egyptského lehkého průmyslu.
Po první světové válce získal Saad Zaghlul a jeho nacionalistická strana Wafd většinu v místním zákonodárném sboru. Britové vyhnali Zaghlula a jeho společníky na Maltu, nicméně vzpoura přiměla vládu Spojeného království k vydání jednostranného vyhlášení nezávislosti Egypta dne 28. února 1922. O čtyři dni později pak vyhlásil Egypt pod vládou Fuada I. Egyptské království. Britští vojáci však v zemi zůstali.
Ústava z roku 1923 zavedla parlamentní systém. Volby vyhrál Zaghlul a stal se premiérem. V roce 1936 byla uzavřena anglo-egyptská smlouva a britská vojska se stáhla z Egypta, kromě Suezského průplavu. Brzy se tam ale musela vrátit, neboť Egypt se za druhé světové války stal dějištěm urputných bitev britských vojsk pod velením maršála Bernarda Montgomeryho s německou a italskou armádou pod velením německého generála Erwina Rommela. Sama egyptská armáda nebojovala. I po skončení světové války zůstala britská vojska až do roku 1946 v zemi. Poté Britové zůstali jen v Suezu.
Po vyhlášení státu Izrael v roce 1948 egyptská armáda spolu s dalšími arabskými státy napadla Izrael s cílem židovský stát zničit a „vyhnat Židy do moře“ při první arabsko-izraelské válce. Výsledkem byla porážka arabské koalice, vítězství Izraele a zabránění vzniku palestinského státu. Egypt totiž vzápětí okupoval Gazu, zatímco Zajordánsko Západní břeh.
V roce 1951 Egypt vypověděl Konstantinopolskou konvenci, přičemž Velká Británie souhlasila, že se z oblasti Suezského průplavu do roku 1954 stáhne.

### Panarabská éra

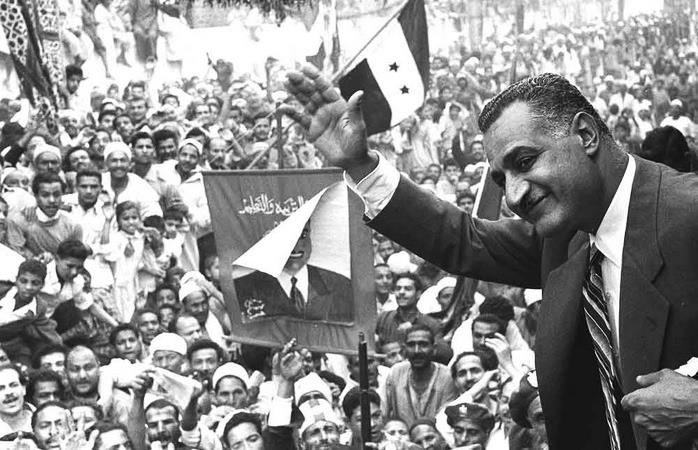
Gamál Abd an-Násir

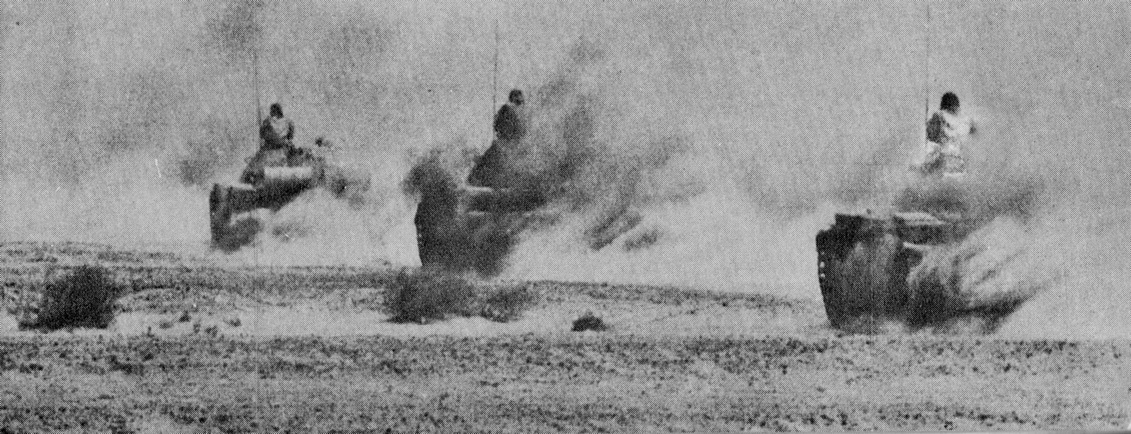
Egyptské tanky v sinajské poušti během Jomkipurské války, 1973.

23. července 1952 byl v Egyptě převratem svržen král Farúk I. a byla vyhlášena Egyptská republika (tzv. druhá egyptská revoluce). Hlavou státu byl nejdříve generál Muhammad Nadžíb, později vůdce revoluce, plukovník Gamál Abd an-Násir (1954–1970).
Ten zavedl socialistický způsob vlády a začal spolupracovat s východním blokem (přestože patřil k oporám hnutí nezúčastněných zemí). Zestátnění Suezského průplavu v roce 1956 vedlo k vojenskému napadení Izraelem, které bylo součástí tajné dohody mezi Jeruzalémem, Londýnem a Paříží. Vzápětí vyslala Velká Británie a Francie své jednotky údajně pro udržení svobody mezinárodní plavby Suezským průplavem. Vypukla tzv. suezská krize. Poté, co USA daly ruce pryč od celé akce, o které nebyl Washington informován dopředu, a Moskva pohrozila bombardováním Paříže a Londýna, všechny tři útočící strany se stáhly. Výsledkem bylo posílení egyptské pozice a zvýšení vlivu Sovětského svazu na Blízkém východě.
V roce 1958 se rozhořel vleklý diplomatický spor se Súdánem o Halaibský trojúhelník a Bír Tavíl. Zatímco Halaibský trojúhelník má velká naleziště zlata, Bír Tavíl je jen poušť. Obě země tedy stojí o první území, které Britové kdysi připojili k Súdánu, a Bír Tavíl naopak označují za území náležející druhému státu.
V roce 1958 vytvořil Egypt spolu se Sýrií Sjednocenou arabskou republiku vedenou Násirem. V té dominoval Egypt (roku 1961 Sýrie svazek opustila, avšak Egypt používal tento název až do roku 1971). Založení státu vycházelo z ideologií panarabismu a arabského nacionalismu, které byly pro Násirův režim klíčové. Násir věřil, že Arabové jsou jeden národ a měli by vytvořit jediný stát, s centrální rolí Egypta. Podmínkou bylo upozadění náboženských rozdílů, proto Násir podporoval sekularismus a socialismus.
V roce 1967 vyslal Násir armádu na Sinajský poloostrov a donutil pozorovatelskou misi OSN se stáhnout, vzápětí uzavřel Tiránskou úžinu, což Izrael předtím prohlásil za casus belli. 5. června zahájil Izrael preventivní letecký úder, zničil egyptské letectvo a během šestidenní války obsadil nejen Gazu, ale i celý Sinajský poloostrov.
Po Násirově smrti v roce 1970 se stal prezidentem jeho viceprezident Anvar as-Sádát.
V roce 1973 Egypt a Sýrie znovuvyzbrojené moderními sovětskými zbraněmi zaútočily za jomkipurské války na Izrael. Po prvních dvou dnech, kdy se Egyptu podařilo překročit Suezský průplav a postupovat do hloubi Sinajského poloostrova, zatímco syrské obrněné jednotky dobyly zpět severní polovinu Golanských výšin ztracených v roce 1967, zahájil Izrael protiofenzivu. V důsledku porazil útočící arabské armády a jednotky Ariela Šarona dokonce obsadily Port Said na africkém břehu Suezského průplavu.

### Sadatův obrat a mubarakismus

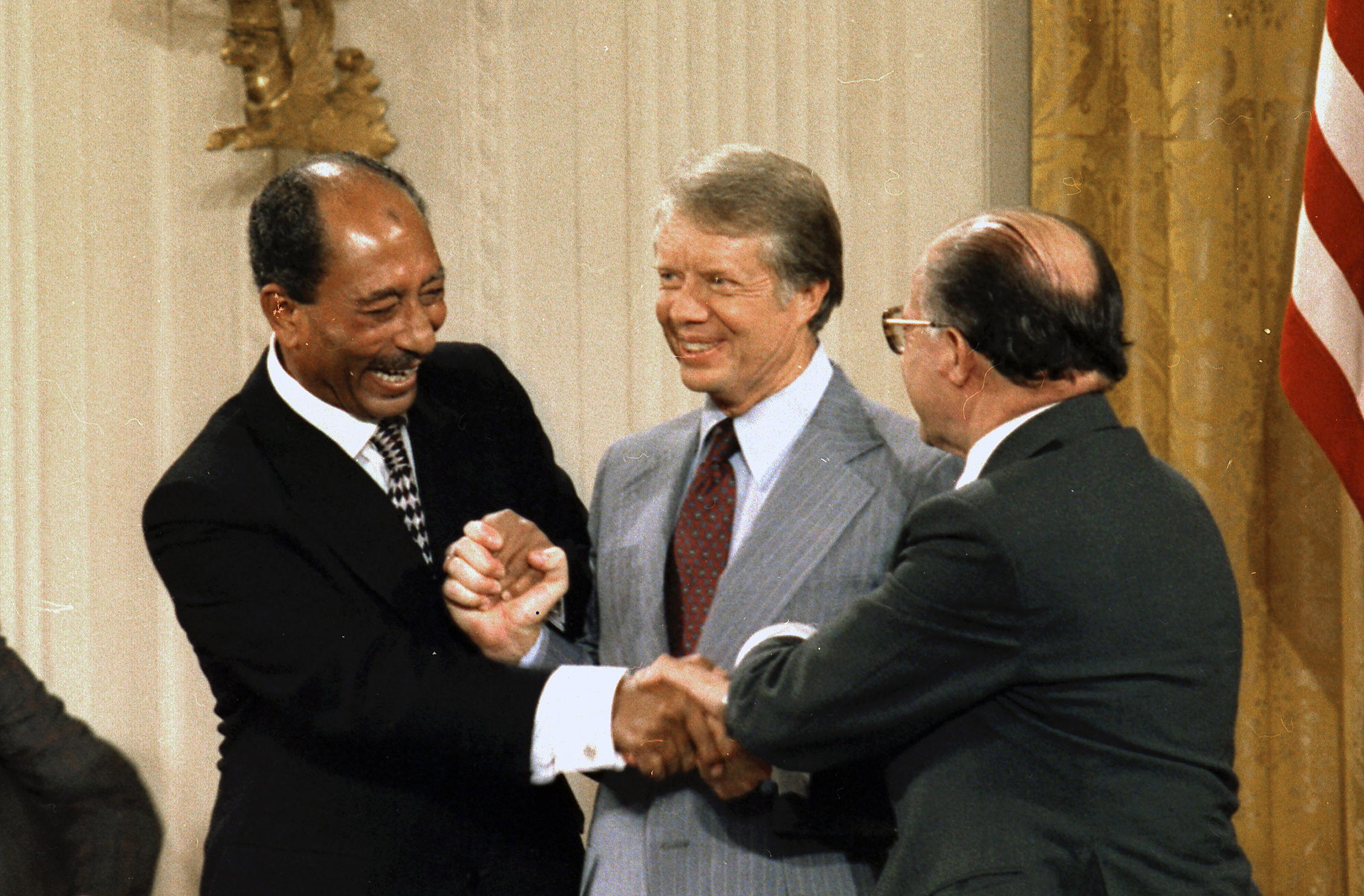
Mírová jednání v Camp Davidu, Sádát zcela vlevo

Po jomkipurské blamáži se začal Egypt odvracet od Sovětského svazu, jemuž prohru připisoval (neúspěšný útok řídilo 10 000 sovětských „vojenských poradců“). Sádát se též začal sbližovat se Spojenými státy a svůj režim značně liberalizoval, pod heslem „politika otevřených dveří“ (infitah), čímž ale dráždil fundamentalisty a konzervativce.
V roce 1977 zahájil Anvar Sádát odvážná mírová jednání s Izraelem. To vedlo k podpisu mírové smlouvy v roce 1979 a k odchodu izraelského vojska ze Sinajského poloostrova (viz též dohody z Camp Davidu). Smlouva s Izraelem však vyvolala odpor ostatních arabských států i místních islamistů z Muslimského bratrstva a jiných organizací. V roce 1981 byl Sádát nakonec islamisty z hnutí al-Džihád zavražděn.
Jeho nástupcem se stal Muhammad Husní Mubarak. Byl zvolen v referendu, v němž byl ovšem jediným kandidátem. Zakázal strany založené na náboženství, ale islamistický teror se mu dařilo držet na uzdě jen s obtížemi – například 17. listopadu 1997 bylo 62 lidí, většinou zahraničních turistů, islamisty zmasakrováno poblíž Luxoru. Aby si získal konzervativce, Mubarak deliberalizoval režim v některých otázkách, například zakázal pití alkoholu. Obnovil vztahy s ostatními arabskými zeměmi a zajistil Egyptu opětovné přijetí do Ligy arabských států, z níž byl vyloučen po mírové smlouvě s Izraelci. Posílil také pozici Egypta vůči Súdánu – v roce 2000 se Egypt de facto ujal správy nad Halaibským trojúhelníkem. Svůj autoritářský režim založil, podobně jako předchůdce, na armádě. Před arabským jarem čelil největším protestům v roce 1986, bylo během nich zabito 107 lidí. Krize Mubarak řešil výjimečnými stavy a represemi opozice. Úzce spolupracoval se Saúdskou Arábií, která mu za to umazala velkou část obřího státního dluhu, a se Spojenými státy. Podporoval jejich zásah v Iráku roku 1991, jejich pozdější válku proti teroru i tažení proti Íránu. Hrál roli prostředníka v izraelsko-palestinských jednáních. K velkým sociálním problémům patřil překotný populační růst, z Káhiry se stala obří megapole, naplněná ovšem chudinskými slumy.

### Arabské jaro a Sísího režim

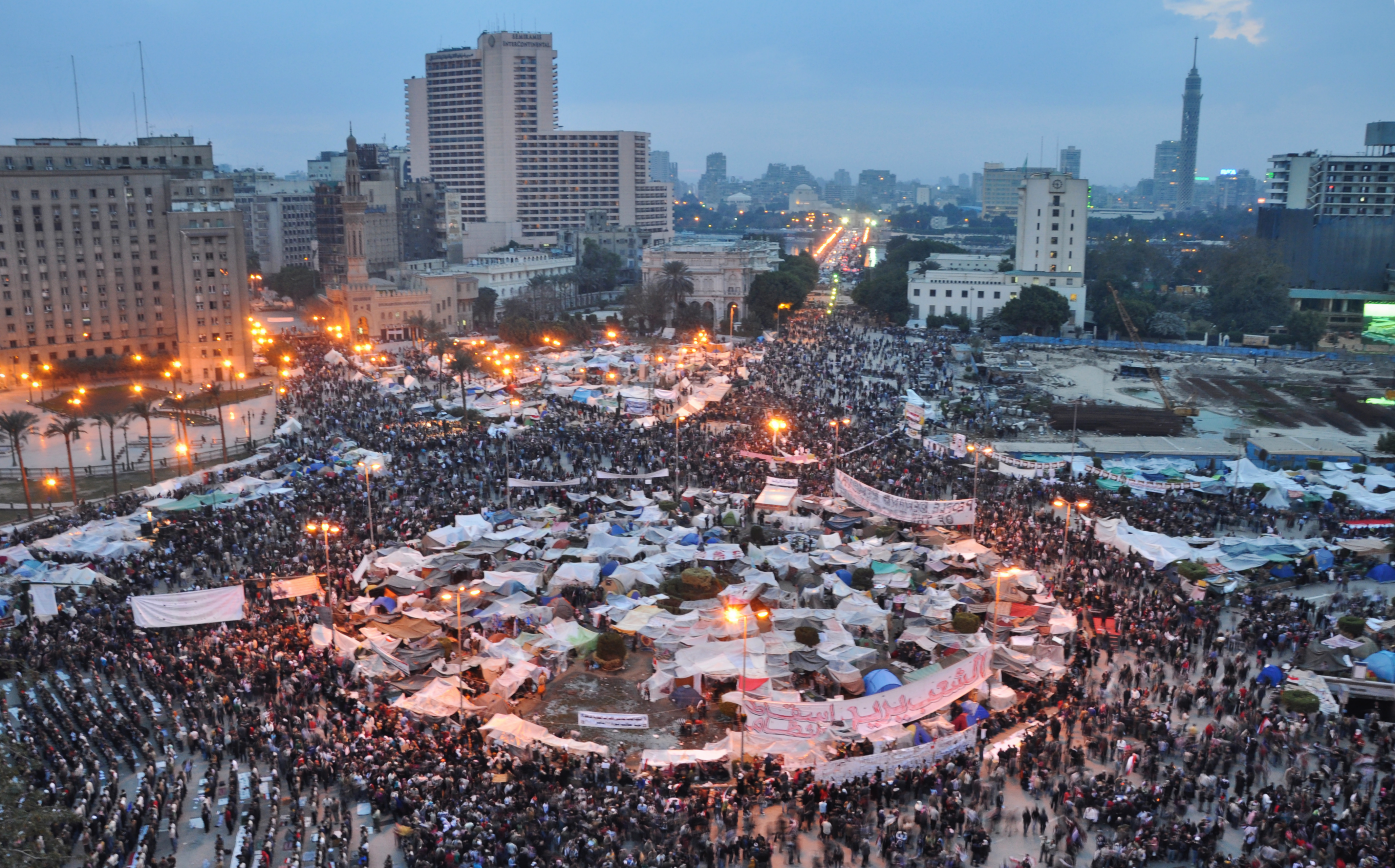
Arabské jaro: protest na náměstí Tahrir

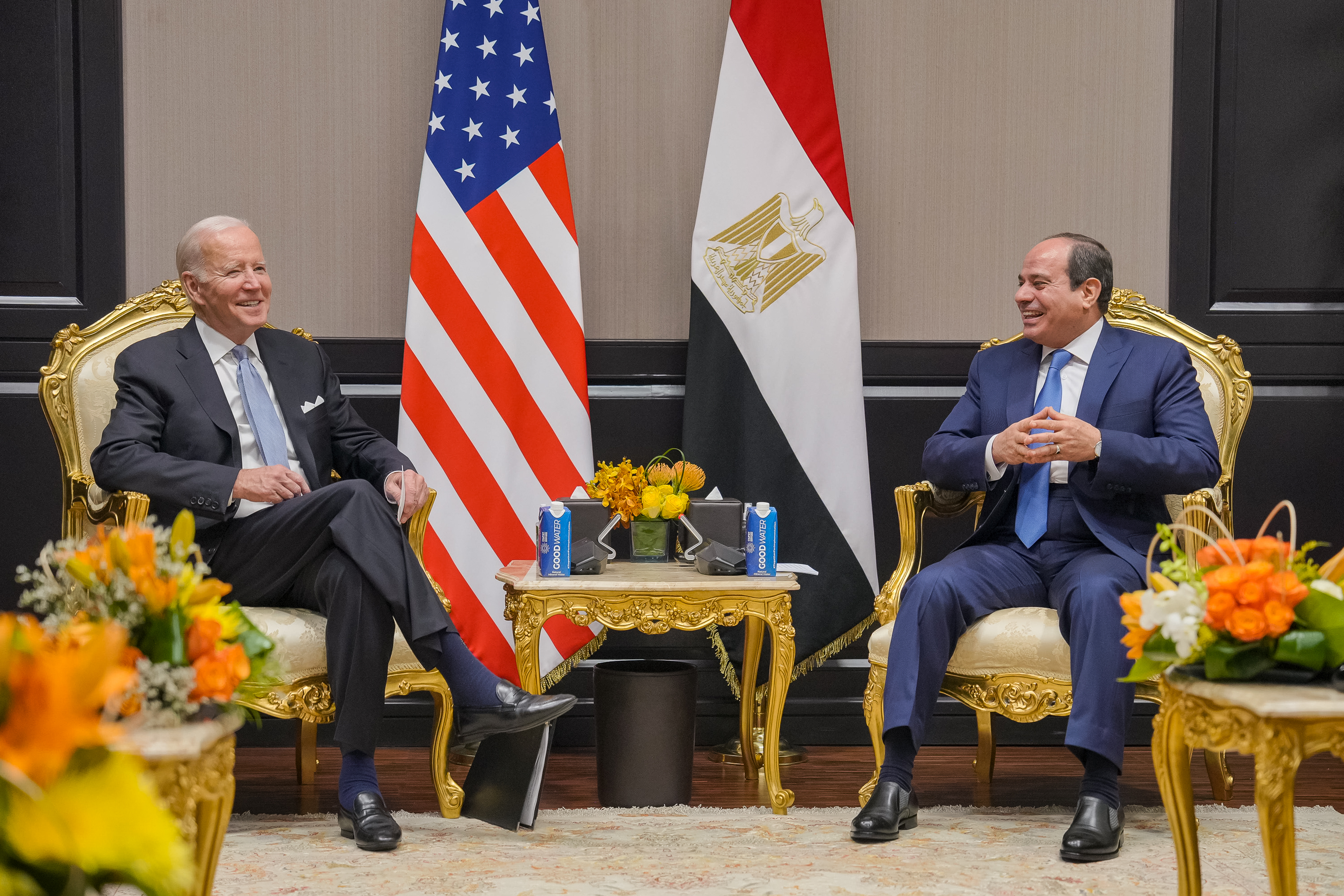
Generál Sísí (vpravo) vládne Egyptu od roku 2013. Vlevo Joe Biden.

Od konce roku 2010 probíhaly ve většině arabských států protesty, nepokoje, povstání a revoluce, které byly nazvány „arabské jaro“. Egypt byl jedním z epicenter, nepokoje zde začaly na začátku roku 2011.
Na konci ledna roku 2011 egyptský prezident Husní Mubarak poprvé po čtyřech dnech násilností v hlavním městě promluvil o událostech, které si v zemi vyžádaly nejméně 18 mrtvých a přes 1000 zraněných. Ve svém projevu oznámil občanům, že vyzval vládu k rezignaci, a slíbil demokratické reformy. Podle agentury AP Mubarak ujišťoval občany, že prosadí sociální, ekonomické a politické reformy. Protivládní demonstrace, které ochromily celou zem, pak označil za součást spiknutí k destabilizaci Egypta a zničení legitimity jeho režimu. Celá země byla také odpojena od internetu. O několik dní později se situace v Káhiře a ostatních velkoměstech ještě více vyhrotila. Podle komisařky OSN si nepokoje vyžádaly až 300 životů. Odpůrci prezidenta Husního Mubaraka se 31. ledna 2011 rozhodli vyhlásit časově neomezenou generální stávku. Následující den ji měl doprovodit „miliónový pochod“. Dne 11. února 2011 prezident Mubarak rezignoval, podle svých slov chtěl dožít v letovisku Šarm aš-Šajch. Moc převzala armáda (vojenská junta) a faktickou hlavou státu se stal předseda Nejvyšší vojenské rady Muhammad Hosejn Tantaví.
V květnu 2012 se v Egyptě konaly demokratické prezidentské volby, které vyhrál islamista Muhammad Mursí. V prosinci 2012 se konalo referendum o nové ústavě. Ta byla kritizována proto, že podle některých kritiků mohla umožnit vznik islamistického státu a nezaručovala stejná práva všem obyvatelům. Referendum se konalo ve dvou termínech, v každém volila polovina země. Podle oficiálních výsledků byla ústava přijata – pro hlasovalo 63,8 %. Volební účast ale byla velice nízká – 32,9 %. Mursí byl po roce vlády sesazen armádním pučem. Egyptská armáda při potlačování protestů vůči puči zabila nejméně 817 stoupenců vlády prezidenta Mursího, podle některých údajů i přes 1 000. Muslimské bratrstvo bylo postaveno mimo zákon a v následných zinscenovaných volbách zvítězil bývalý náčelník generálního štábu egyptské armády Abd al-Fattáh as-Sísí. Od as-Sísího nástupu k moci čelí společnost ostrým represím a dochází k prohlubování krize lidských práv. Systematicky jsou omezovány svobody shromažďování a svobodného vyjádření protestu. Od vojenského převratu v roce 2013 bylo zatčeno a uvězněno více než 16 000 odpůrců režimu (dle některých odhadů až 40 000), stovky členů Muslimského bratrstva byly odsouzeny k smrti. 16. května 2015 byl k trestu smrti odsouzen i Muhammad Mursí. Sísímu se však podařilo zemi stabilizovat, jak konstatovala a ocenila například Visegrádská skupina. Sísí rovněž spustil mohutné investiční projekty, k největším patří výstavba zcela nového hlavního města, Nové Káhiry. Od roku 2015 roste na území o rozloze přes 700 km2 moderní chytré město pro téměř šest milionů obyvatel. Jeho výstavbu v ceně 45 miliard amerických dolarů financují čínští, indičtí a saúdští investoři. Sísí zlepšil vztahy jak se Spojenými státy, tak s Čínou a Ruskem.

## Státní symboly

### Vlajka
Egyptská vlajka je tvořena listem o poměru stran 2:3 se třemi vodorovnými pruhy, červeným, bílým a černým. Uprostřed je umístěn státní znak, žlutý Saladinův orel hledící směrem k žerdi. Orel má na hrudi štít, rozdělený na tři části (levý a pravý pruh má žlutou barvu). V drápech drží panel s textem AL-GUMHURÍJA MISR AL-ARABÍJA (Egyptská arabská republika). Znak na vlajce je pozměněný od státního znaku, liší se barvou.

### Znak
Egyptský státní znak je tvořen zlatým tzv. Saladinovým orlem. Letky a ocasní pera jsou černá. Na hrudi je položen štít v egyptských národních barvách (červeno-bílo-černé svislé pruhy). Orel stojí na zelené (na obrázku zlaté) kartuši se zlatým (na obrázku černým), arabským opisem názvu státu جمهوريّة مصر العربيّة‎ (česky Egyptská arabská republika).

### Hymna
Egyptská hymna je píseň Bilady, Bilady, Bilady (arabsky بلادي بلادي بلادي‎ – „Má vlast, má vlast, má vlast“). Hudbu složil a slova napsal Sayed Darwish. Přestože má tři sloky, běžně se zpívá pouze první z nich.

## Geografie

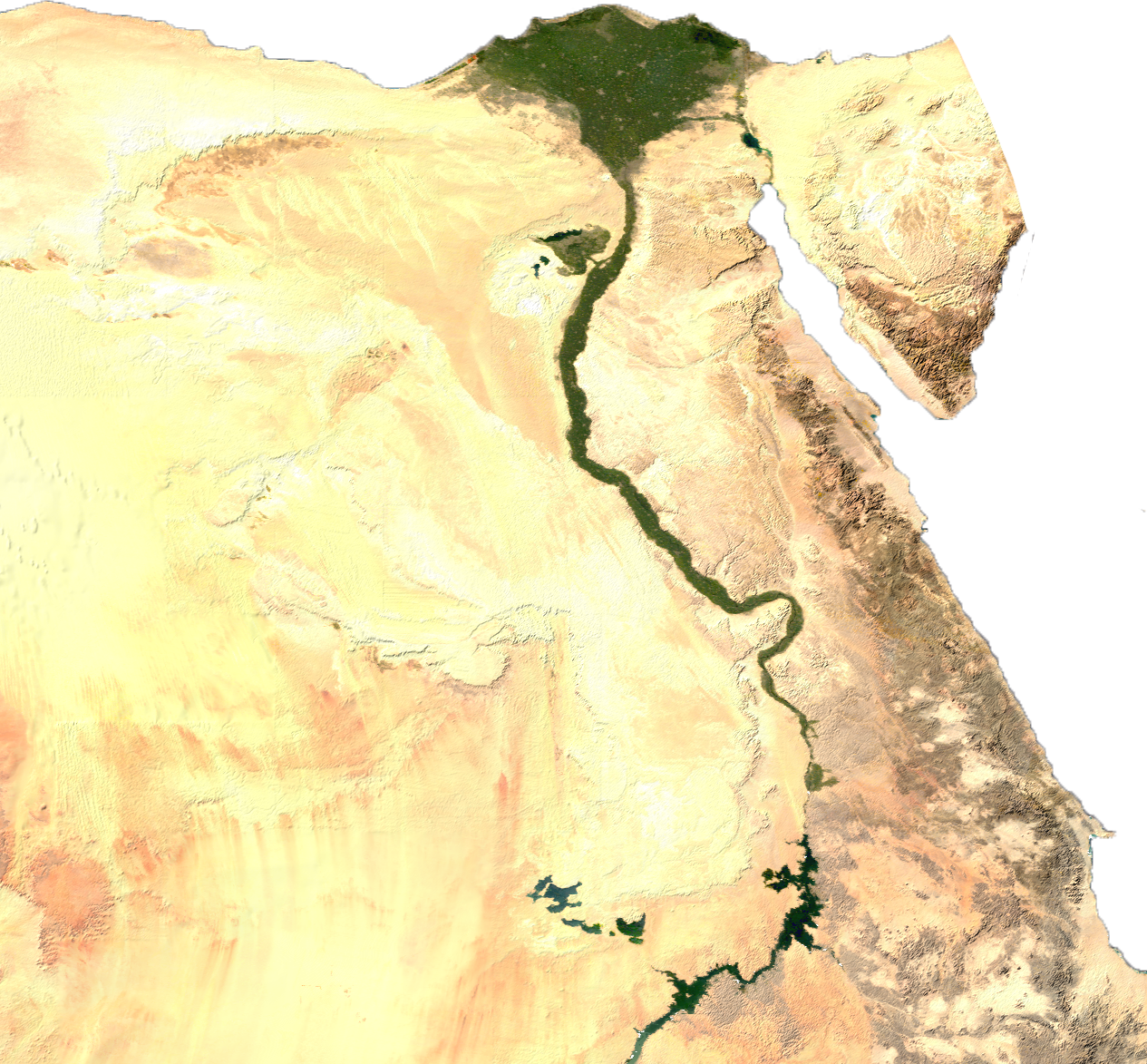
Satelitní snímek Egypta

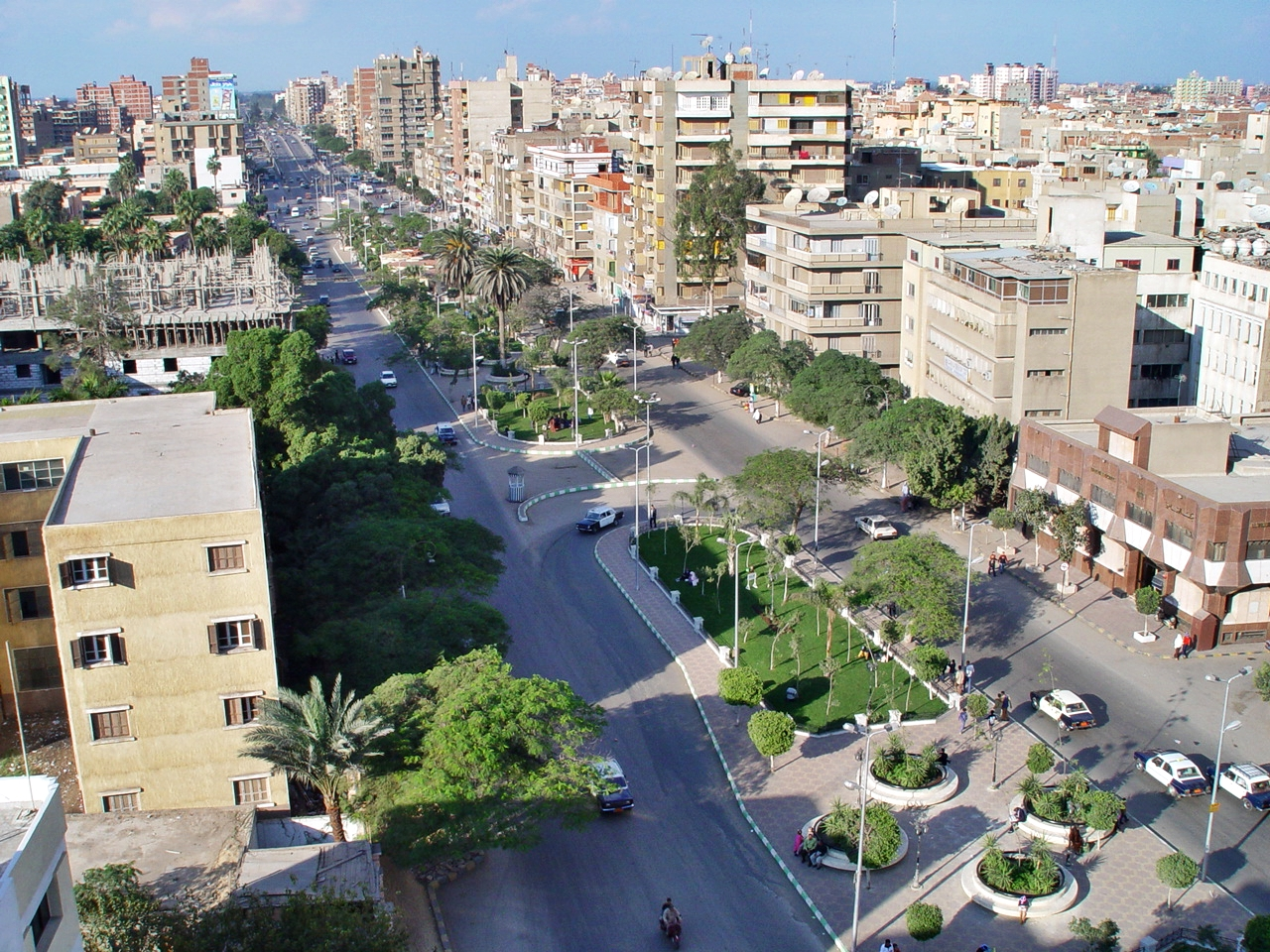
Desáté nejlidnatější město Egypta Tanta

Egypt je stát ležící na pomezí severní Afriky a jihozápadní Asie. Jeho rozloha je 1 002 450 km², což z Egypta činí 30. největší zemí světa. Fyzicky tvoří Egypt východní část Sahary. Je tvořen vysoko položenou tabulí, rozdělenou údolím Nilu na západní část, tvořenou Libyjskou pouští a východní část, tvořenou Arabskou pouští. Podložím tabule je většinou rula a žula. V jižní části Libyjské pouště se nachází náhorní plošina Džilf al-Kabír, která je se svojí průměrnou výškou 1000 m nejvyšším místem této pouště. V Libyjské poušti se rovněž nachází velké množství proláklin, přičemž v největší z nich, Kattarské proláklině, se v hloubce 137 metrů pod hladinou moře nachází nejnižší bod Egypta. Vítr na této poušti vytváří písečné duny, které dosahují výšky více než 30 metrů. Východní část Egypta tvoří Arabská poušť, která se rozprostírá od nilského údolí až k Rudému moři. Na rozdíl od Libyjské pouště je velmi hornatá. Pro tuto oblast jsou charakteristická suchá údolí, která se nazývají vádí. Pomyslný střed této oblasti tvoří řeka Nil, která protéká Egyptem od jižních hranic se Súdánem až na sever, kde ústí do Středozemního moře. Právě tato řeka, která na území Egypta dosahuje přibližné délky 1 600 km, dala vzniknout egyptské civilizaci. I v současné době žije v jejím údolí a deltě 99 % obyvatelstva, které tak využívá pouze 5,5 % rozlohy své země. 98 % Egypťanů žije na 3 % území.
K Egyptu rovněž patří Sinajský poloostrov, který je ohraničen Suezským a Akabským zálivem. Sinajský poloostrov patří geograficky již k Asii. Jeho jižní část je hornatá a nachází se zde nejvyšší hora Egypta, Hora sv. Kateřiny (Gebel Katherína), která dosahuje výšky 2 642 metrů nad mořem.

### Podnebí

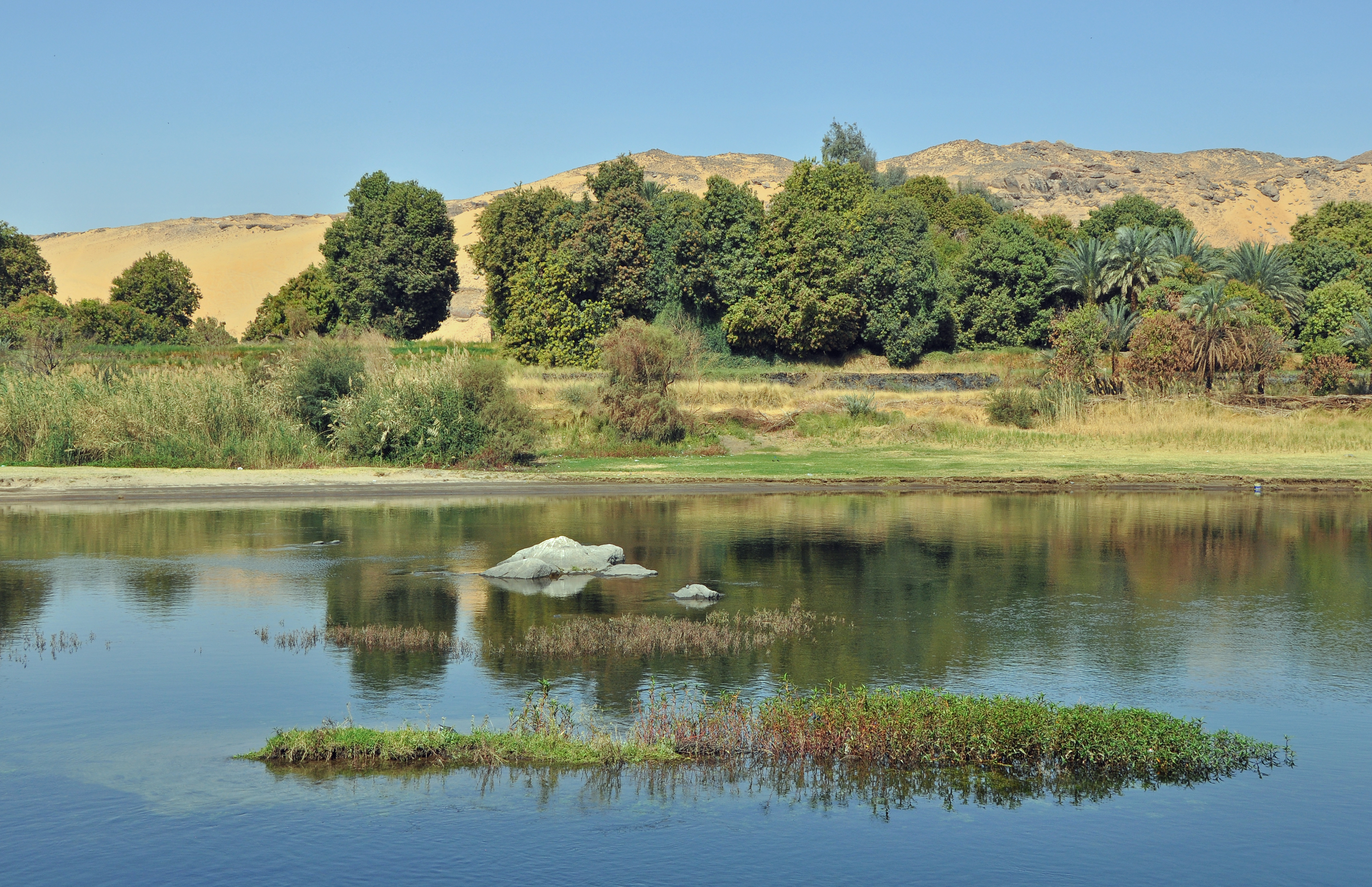
Nil poblíž Asuánu.

Egypt obecně patří k nejsušším a nejslunnějším zemím na světě. Klima se mění od severu k jihu, stejně tak, jako od východu na západ.
Severní pobřeží u Středozemního moře má horká suchá léta a mírné zimy, kdy se objevují přiměřené deště. Průměrná teplota nejteplejšího července v Alexandrii je 26 °C, resp. 13 °C v lednu. Na rozdíl od většiny území zde nejsou srážky neobvyklé.
Směrem k jihu se podnebí ze subtropického mění na aridní, které je vyznačováno obecně vyššími teplotními rozdíly, vyššími teplotami a menším či zanedbatelným úhrnem srážek.
Luxor uprostřed země má velmi horká léta, kdy teploty běžně překračují 40 °C a krátké slunné zimy, kdy v nejchladnější části mohou teploty klesnout k ránu pod 10 °C.
Asuán na jihu leží takřka na obratníku raka a má klima nejteplejší z celého Egypta. Průměrná teplota letních měsíců přesahuje 34 °C, během dne mohou teploty vystoupit až na 47 °C, v noci neklesají pod 25 °C. Zimy jsou velmi krátké, slunné a teplé, s průměrnými teplotami 25 °C během dne, resp. 5–15 °C v noci. Asuán je jedním z nejsušších trvale obydlených míst na zemi, kdy se déšť nemusí objevit i několik let. Rovněž vlhkost vzduchu je velmi nízká, v extrému dosahuje pouhých 10 %. Kromě všeho patří mezi nejslunnější místa na planetě, s více než 3800 hodinami slunečního svitu za rok se pohybuje na teoretickém maximu a zaujímá místo hned za severoamerickou Yumou, která má díky vyšší zeměpisné šířce a tím pádem delším dnům počet slunečních hodin 4000.

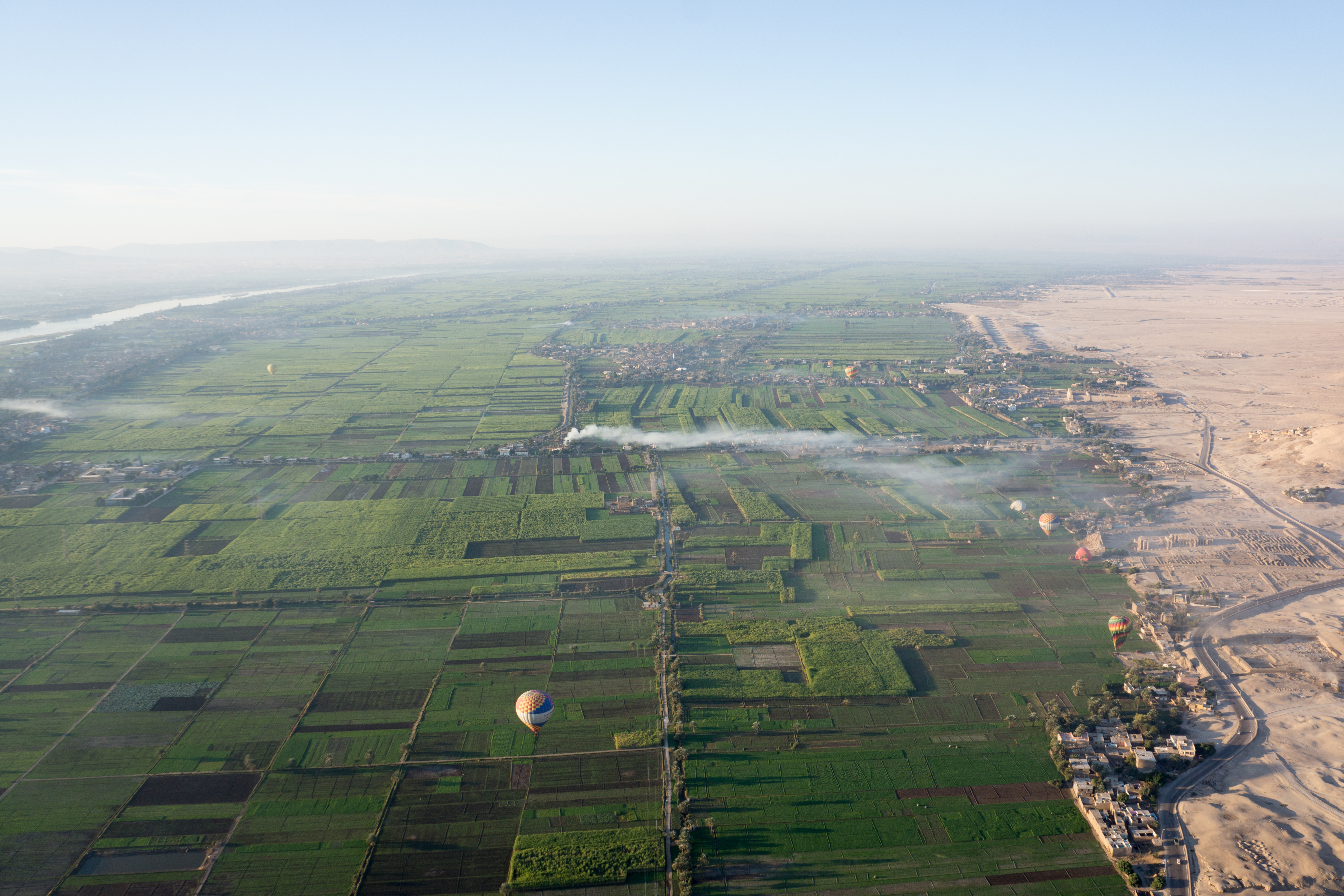
Údolí Nilu a zavlažovací systém nedaleko egyptského Luxoru

Pobřeží u Rudého moře má klima obecně mírnější, maximální teploty obvykle nestoupají tak vysoko, jako ve vnitrozemí, zato noci jsou tu teplejší, především v zimních měsících. Průměrná teplota nejteplejšího července v letoviscích Šarm aš-Šajch, Hurghada, Marsá Alam je 34 °C, 34 °C, resp. 33 °C, zatímco nejchladnějšího ledna 18 °C, 17 °C, resp. 19 °C. Velmi zrádný je vítr zvaný chamsin, horký a suchý vítr, který vane v Egyptě na jaře nebo na začátku léta od jihu a jihozápadu, a s jehož příchodem bývají měřeny teplotní rekordy, teplota vzduchu může ojediněle vystoupit až k 47 °C.
Marsá Alam a Šarm aš-Šajch mají vůbec nejteplejší noci ze všech egyptských měst a obecně nejkonstantnější klima, s malými teplotními výkyvy. Nejpříhodnější období pro návštěvu jsou měsíce březen a duben, resp. říjen a listopad, které průměrnými teplotami v rozmezí 26 °C–29 °C připomínají léta ve Středomoří.
Potenciální nárůst hladin moří v důsledku globálního oteplování by podle některých odborníků mohl ohrozit hustě osídlené pobřežní pásmo Egypta a mít vážné důsledky pro ekonomiku země, zemědělství a průmysl. V kombinaci s rostoucími demografickými tlaky by mohl významný nárůst hladiny moří do konce 21. století udělat z milionů Egypťanů environmentální uprchlíky.

## Politika

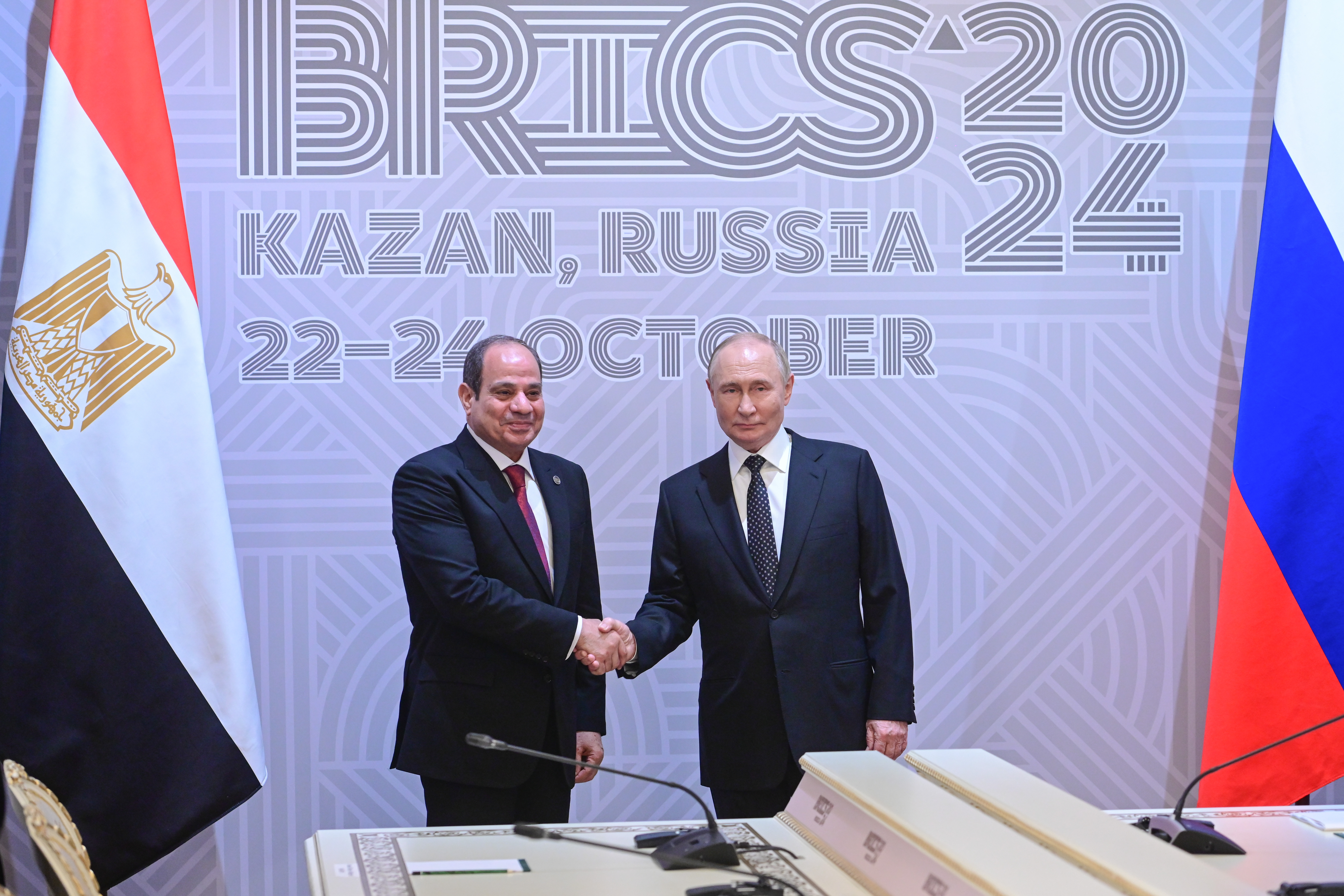
Egyptský prezident as-Sísí, který svrhnul svého předchůdce Mursího, s Vladimirem Putinem na summitu BRICS, 22. října 2024

Do roku 2011 byl Egypt prezidentskou republikou. Vládu si od roku 1978 držela Národní demokratická strana. Do 454členného parlamentu se volilo jednou za 5 let. Významným opozičním hnutím bylo Muslimské bratrstvo, jemuž bylo z náboženských důvodů zakázáno vytvořit politickou stranu. Tehdejší prezident Muhammad Husní Mubarak, který byl v čele Egypta od roku 1981, byl po revoluci z roku 2011 donucen odstoupit, a to dne 11. února 2011. Prezidentovu rezignaci oznámil viceprezident Umar Sulajmán v krátkém televizním prohlášení. Podle něj prezident odstoupil pro dobro republiky. Moc poté převzala armáda.
Nová demokratická ústava byla přijata v referendu. Ta mimo jiné ustavila poloprezidentskou republiku. V následných parlamentních i prezidentských volbách zvítězili islamisté. Islamistická Strana svobody a spravedlnosti, vytvořená Muslimským bratrstvem, získala 37,5 % hlasů ve volbách do dolní komory a 45 % hlasů ve volbách do horní komory Parlamentu. Druhou skončila také islamistická Strana světla, která se hlásí k salafismu (či wahhábismu) se ziskem okolo 28 % hlasů. Liberální strany vstoupily do opozice, když celkem získaly okolo 20 % hlasů. Prezidentem byl v přímé volbě zvolen Muhammad Mursí (ze strany Svobody a spravedlnosti), když ve dvoukolové volbě získal 24,78 %, respektive 51,73 % hlasů. Noví vládci Egypta přijali novou ústavu, která otevírala cestu k islamistickému státu.

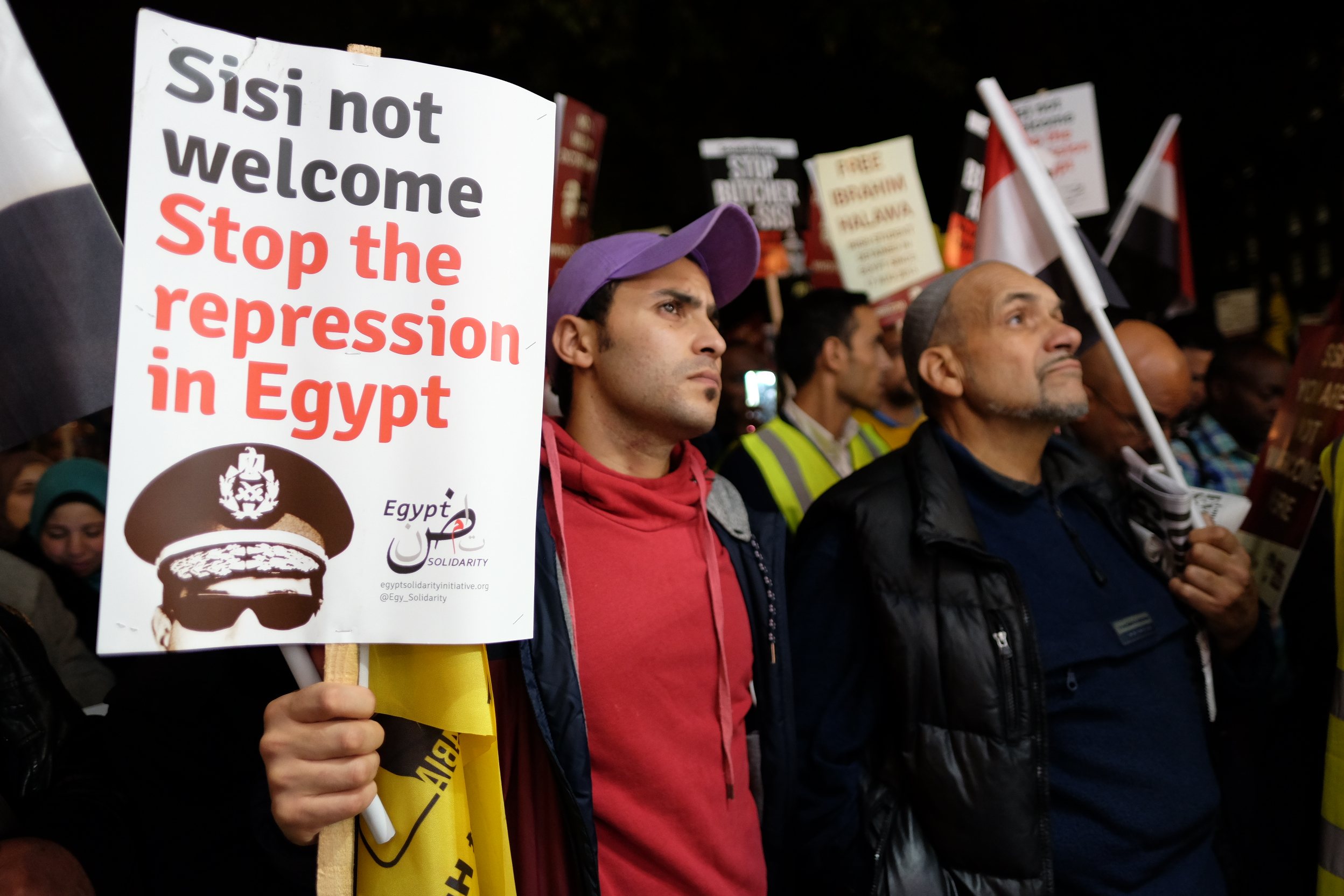
Egypťané v Londýně protestují proti represivnímu režimu prezidenta as-Sísího

Po další vlně lidových demonstrací, protestujících proti Mursího vládě, se armáda na začátku července 2013, ve jménu nespokojeného lidu, chopila moci a svrhla Mursího i jeho vládu. Ústava byla suspendována, prozatímním prezidentem byl jmenován předseda Ústavního soudu Adlí Mansúr, který poté rozpustil Parlament s plánem vytvořit úřednickou vládu, která navrhne novou ústavu a dovede zemi k novým volbám. Nové prezidentské volby proběhly v roce 2014 a jasně je kontrolovala armáda. V nich byl zvolen prezidentem as-Sísí se ziskem 96,9 % hlasů. Sísí od té doby Egyptu vládne. Sísího režim porušoval lidská práva a prováděl represivní politiku vůči všem odpůrcům režimu. V roce 2020 bylo v Egyptě více než 60,000 politických vězňů.
Stálé sídlo Ligy arabských států se nachází v Káhiře a generální tajemníkem této organizace je tradičně Egypťan. Liga se v roce 1978 krátce přesunula z Egypta do Tunisu, na protest proti mírové smlouvě mezi Egyptem a Izraelem, ale později se v roce 1989 vrátila do Káhiry. Sísíovský Egypt má blízko k Saúdské Arábii, napjaté vztahy má naopak s Íránem a Tureckem. Udržuje dobré vztahy s Ruskem, Čínou i Spojenými státy. Egypt se v roce 2015 zapojil do vojenské intervence v Jemenu pod vedením Saúdské Arábie. Egypt se také angažoval v občanské válce v Libyi. Kvůli stavbě přehrady na Modrém Nilu má napjaté vztahy s Etiopií. V roce 2024 Egypt vstoupil do uskupení BRICS.

### Ozbrojené síly

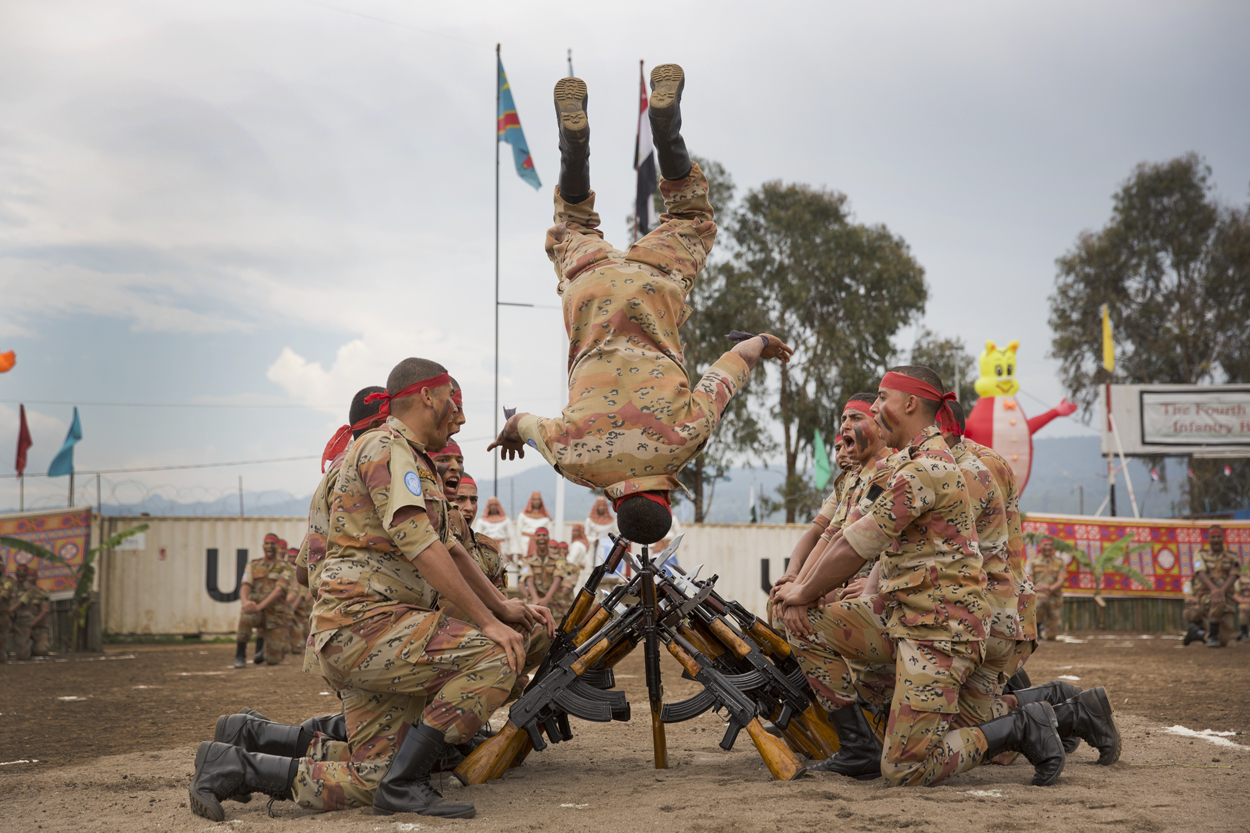
Egyptští vojáci během přehlídky

Egypt má v současnosti (2010) největší a nejsilnější armádu na africkém kontinentu. Jde současně o největší armádu v arabském světě; celosvětově na 11. místě. V aktivní službě má Egypt asi 468 000 vojáků, počet vojáků záložních vojsk přesahuje 800 000. Ve výzbroji egyptské armády jsou ve velkém počtu zastoupeny nejmodernější zbraně. Platí to zejména o letectvu a pozemním vojsku (armáda má k dispozici odhadem 3750 tanků, z toho nejméně 1000 špičkových těžkých tanků M1 Abrams).
Egyptská armáda, která byla založena ve třicátých letech 19. století, vedla během 20. století čtyři války se státem Izrael (v letech 1948, 1956, 1967 a 1973). V roce 1991 se egyptské vojsko účastnilo operace Pouštní bouře na straně vojsk koalice. Egypt je silným strategickým partnerem NATO. Spojené státy poskytují Egyptu pravidelnou roční vojenskou pomoc v hodnotě 1,3 miliardy dolarů.
Armáda má vliv na politický a ekonomický život Egypta. Nejenže byla a je mocenskou základnou sádátovského, mubarakovského i sísíovského režimu, ale vlastní také desítky továren, které vyrábějí nejen zbraně, ale i spotřební zboží.

## Administrativní dělení

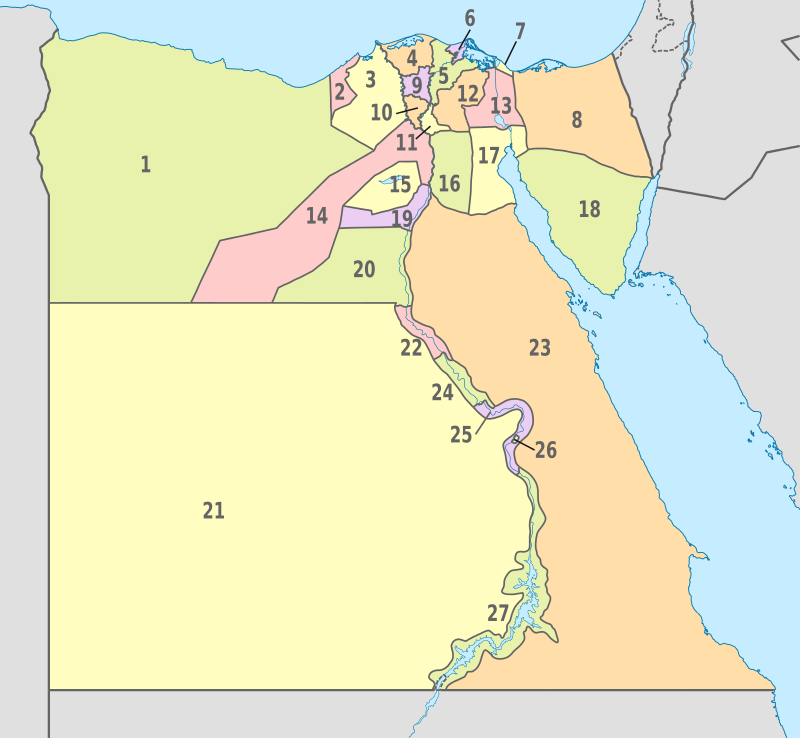
Egyptské guvernoráty

### Největší egyptská města
k 1. lednu 2012
| Pořadí | Město               | Guvernorát | Počet obyvatel |
| ------ | ------------------- | ---------- | -------------- |
| 1.     | Káhira              | Káhira     | 8 300 472      |
| 2.     | Alexandrie          | Alexandrie | 4 532 174      |
| 3.     | Gíza                | Gíza       | 3 628 062      |
| 4.     | Šubrá al-Chejma     | Kaljúbíja  | 1 099 354      |
| 5.     | Port Said           | Port Said  | 625 953        |
| 6.     | Suez                | Suez       | 565 716        |
| 7.     | Luxor               | Luxor      | 506 588        |
| 8.     | Al-Mansura          | Dachílija  | 495 630        |
| 9.     | El-Mahalla El-Kubra | Gharbíja   | 465 278        |
| 10.    | Tanta               | Gharbíja   | 445 560        |

## Ekonomika

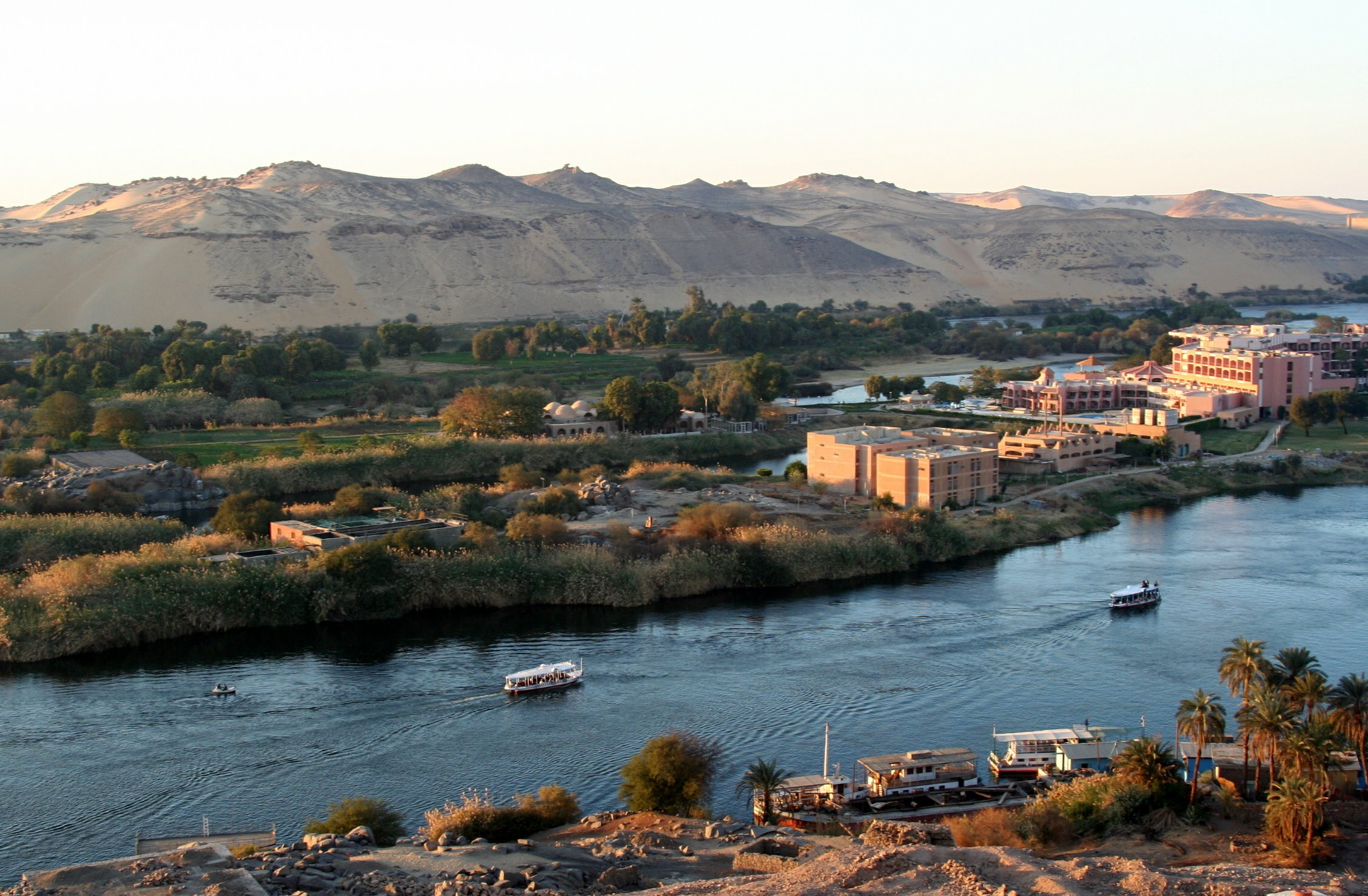
Řeka Nil ve starověkém městě Asuán, populární turistická destinace

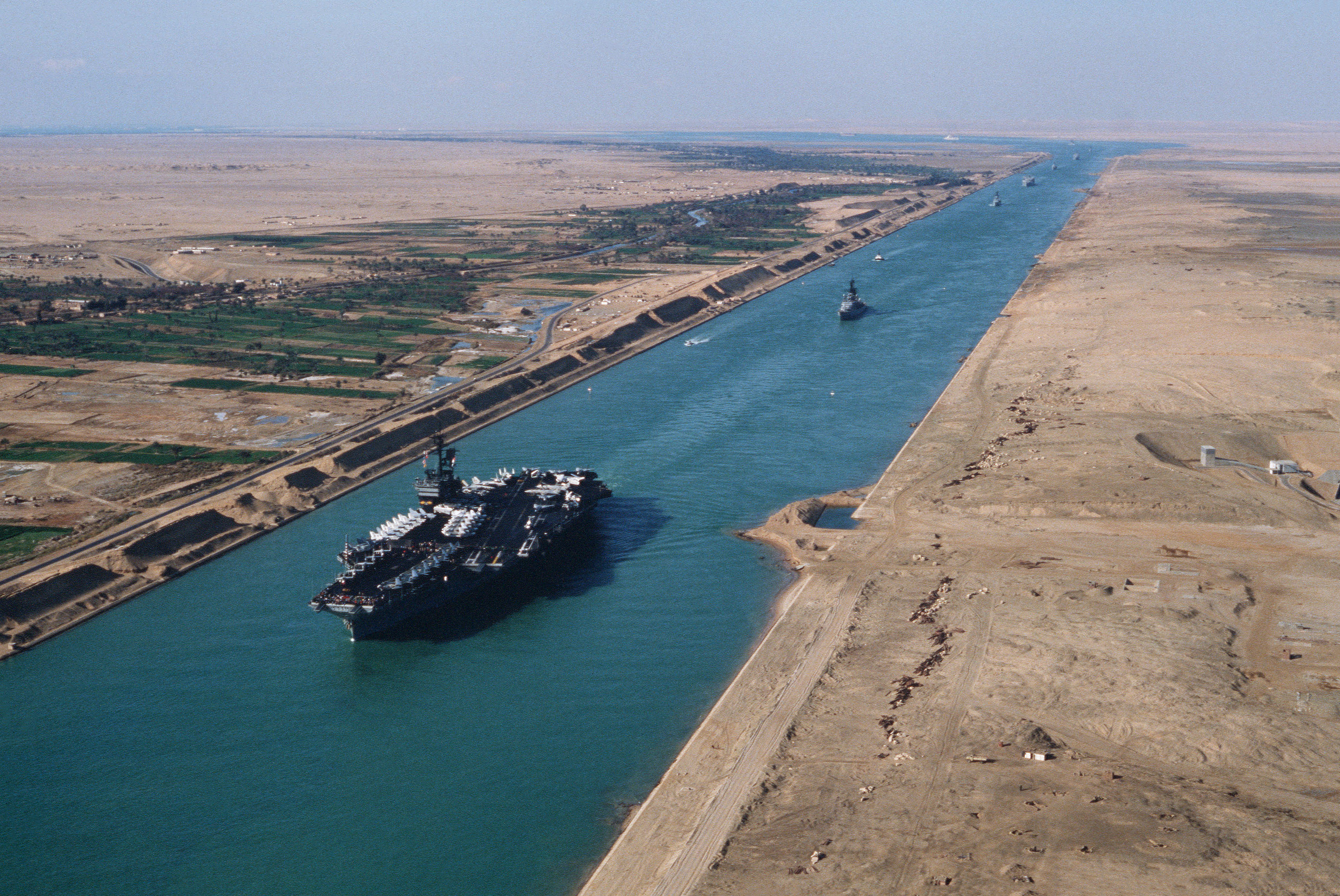
Suezský průplav

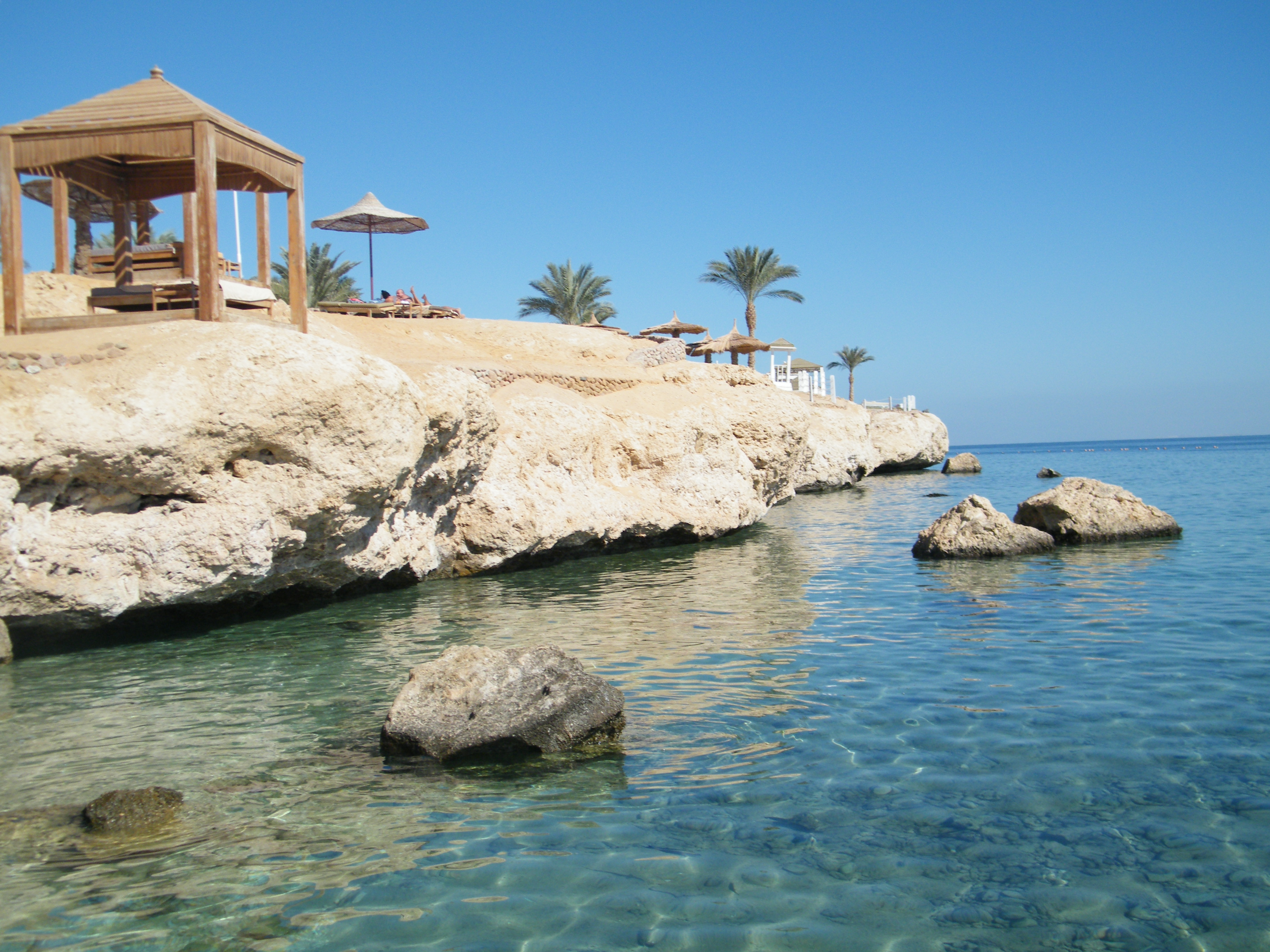
Pláž v Šarm aš-Šajchu

Podle odhadu Mezinárodního měnového fondu byla egyptská ekonomika v roce 2021 dvacátou největší ekonomikou světa (z hlediska HDP v paritě kupní síly).
Ekonomika Egypta závisí především na zemědělství, mediální sféře, vývozu ropy a turistice; více než tři miliony Egypťanů však přitom pracuje v zahraničí, především v Saúdské Arábii, zemích Perského zálivu a Evropě. Dokončení přehrady v Asuánu roku 1971 a výsledné Násirovo jezero změnilo časem prověřenou úlohu řeky Nilu v zemědělství a ekologii Egypta. Rychle rostoucí populace, omezené množství zemědělské půdy a závislost na Nilu však stále zdražují zdroje a stresují ekonomiku.
Vláda se snažila připravit ekonomiku na nové milénium pomocí reforem a rozsáhlých investic do dopravy a fyzické infrastruktury. Egypt přijímal zahraniční pomoc Spojených států od roku 1979 (průměrně 2,2 miliardy ročně) a je třetím největším cílem zahraničních fondů Spojených států, hned po válce v Iráku. Jeho hlavní příjmy jsou však z cestovního ruchu a také z lodní přepravy skrze Suezský průplav.
Egypt má vyvinutý energetický trh založený na uhlí, ropě, zemním plynu a vodní energetice. Značné zásoby uhlí se nalézají na severovýchodě Sinaje a těží se zde přibližně 600 000 tun ročně. Ropa a plyn se těží v pouštních oblastech na západě, Suezském zálivu a v Nilské deltě. Egypt vlastní značné rezervy plynu, v 90. letech 20. století se odhadovalo kolem 1 100 000 m³, a vyváží jej také do mnoha zemí.
Egypt je také jednou z mála afrických zemí, které usilují o stavbu jaderné elektrárny v horizontu příštích deseti let. V roce 2011 měl být zahájen tendr na hlavního dodavatel a elektrárna měla být podle původního plánu spuštěna v roce 2020. Elektrárna bude pravděpodobně stát v blízkosti obce Ad Dabaá na pobřeží Středozemního moře. Vzhledem k nestabilní situaci po protestech, pádu vlády a prezidenta na začátku roku 2011 bylo ale zahájení tendru prozatímní vládou odloženo na neurčito. V roce 2012 vláda zahájila přípravné práce, avšak stavbu zablokovali místní beduíni, které elektrárna připravila o půdu, konflikt zatím nebyl vyřešen.
V zemi je asi 10% míra nezaměstnanosti a 11% míra inflace. HDP na obyvatele zde dosahovalo v roce 2009 2355 USD. Měna je Egyptská libra (LE) = 100 piastrů (1 USD = 5,70 LE).

### Cestovní ruch
Cestovní ruch je jedním z nejdůležitějších sektorů egyptské ekonomiky. Hlavními turistickými lákadly jsou tisíce let staré památky, kvůli nimž je Egypt světově proslulou destinací. Hlavními z nich jsou pyramidy a Velká sfinga v Gíze, chrám Abú Simbel ležící jižně od Asuánu, Karnacký chrámový komplex a Údolí králů nedaleko Luxoru. Hlavní město Káhira se může pochlubit Egyptským muzeem či mešitou Muhammada Alího. Turisty rovněž láká pestrobarevný podvodní svět Rudého moře. Podmínky pro potápění a šnorchlování jsou zde jedny z nejlepších na světě. Přímořská letoviska jako například Hurghada, Šarm aš-Šajch, Marsá Alam či Taba navštíví ročně několik milionů turistů.
V roce 2022 v Egyptě trávilo svou dovolenou 470,000 českých turistů.

## Obyvatelstvo

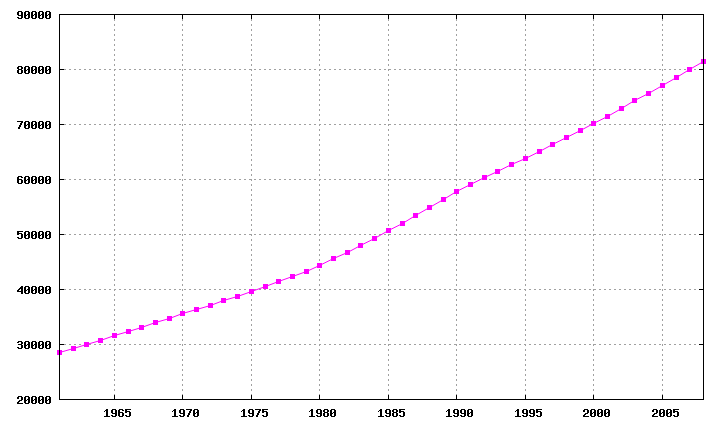
Vývoj Egyptské populace od roku 1961

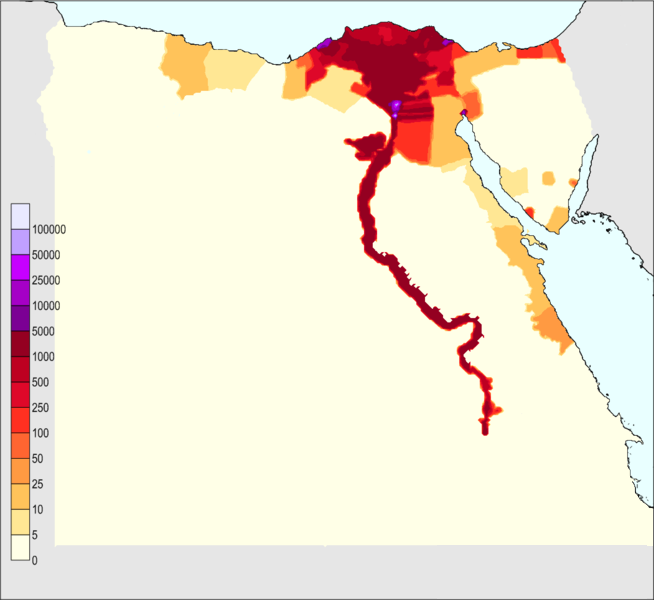
Hustota zalidnění na km^{2}

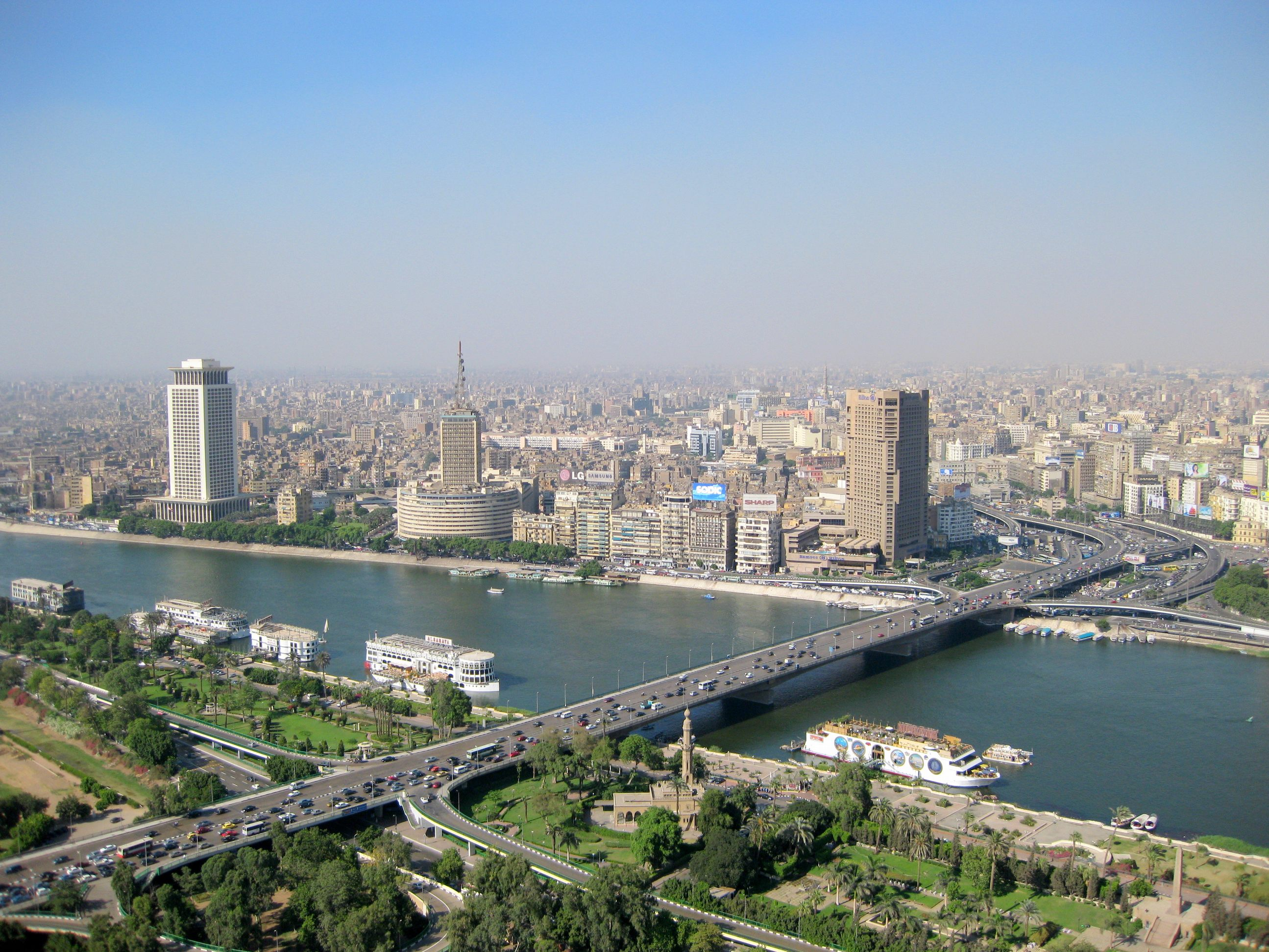
V aglomeraci Káhiry žije více než 20 milionů obyvatel

Egypt je nejlidnatější zemí Blízkého východu a třetí nejlidnatější zemí na africkém kontinentu. Rychlý růst populace v letech 1970 až 2010 byl způsoben zlepšením lékařské péče a nárůstem produktivity zemědělství. Během Napoleonovy invaze od Egypta v roce 1798 byla místní populace odhadnuta na 3 000 000 lidí. V roce 1939 měl Egypt již 16 500 000 obyvatel. V roce 2020 Egypt překonal hranici sto milionů obyvatel.
Populace je koncentrovaná v okolí řeky Nil, zejména pak v nilské deltě a také v okolí Suezského průplavu. 90 % obyvatel jsou muslimové a zbytek je tvořen převážně koptskými křesťany. Kromě příslušnosti k náboženství se obyvatelé Egypta dělí na obyvatele měst a feláhy, venkovské zemědělce.
Největší etnickou skupinou v zemi jsou Egypťané. Etnickými minoritami jsou Turci, Řekové, kmeny arabských Beduínů žijících v Arabské poušti a na Sinajském poloostrově a také Berbeři žijící na západě země. Asi 2,7 milionu Egypťanů žije v zahraničí.

### Jazyky
Oficiálním jazykem je moderní standardní arabština. V hovorové formě se nejvíce využívají následující jazyky: egyptská arabština (68 %), saidi (29 %), bedáwí (1,6 %), súdánská arabština (0,6 %), domari (0,3 %), núbijský jazyk (0,3 %) a bedža (0,1 %). Navíc se v Egyptě vyskytuje řečtina, arménština a italština, což jsou hlavní jazyky početné skupiny přistěhovalců. Mezi cizí jazyky, které se vyučují na školách, patří angličtina, francouzština, němčina a v menším rozsahu i italština. Historická egyptština, skládající se ze starověké egyptštiny a koptštiny, tvoří samostatnou větev mezi rodinami afroasijských jazyků.

### Náboženství

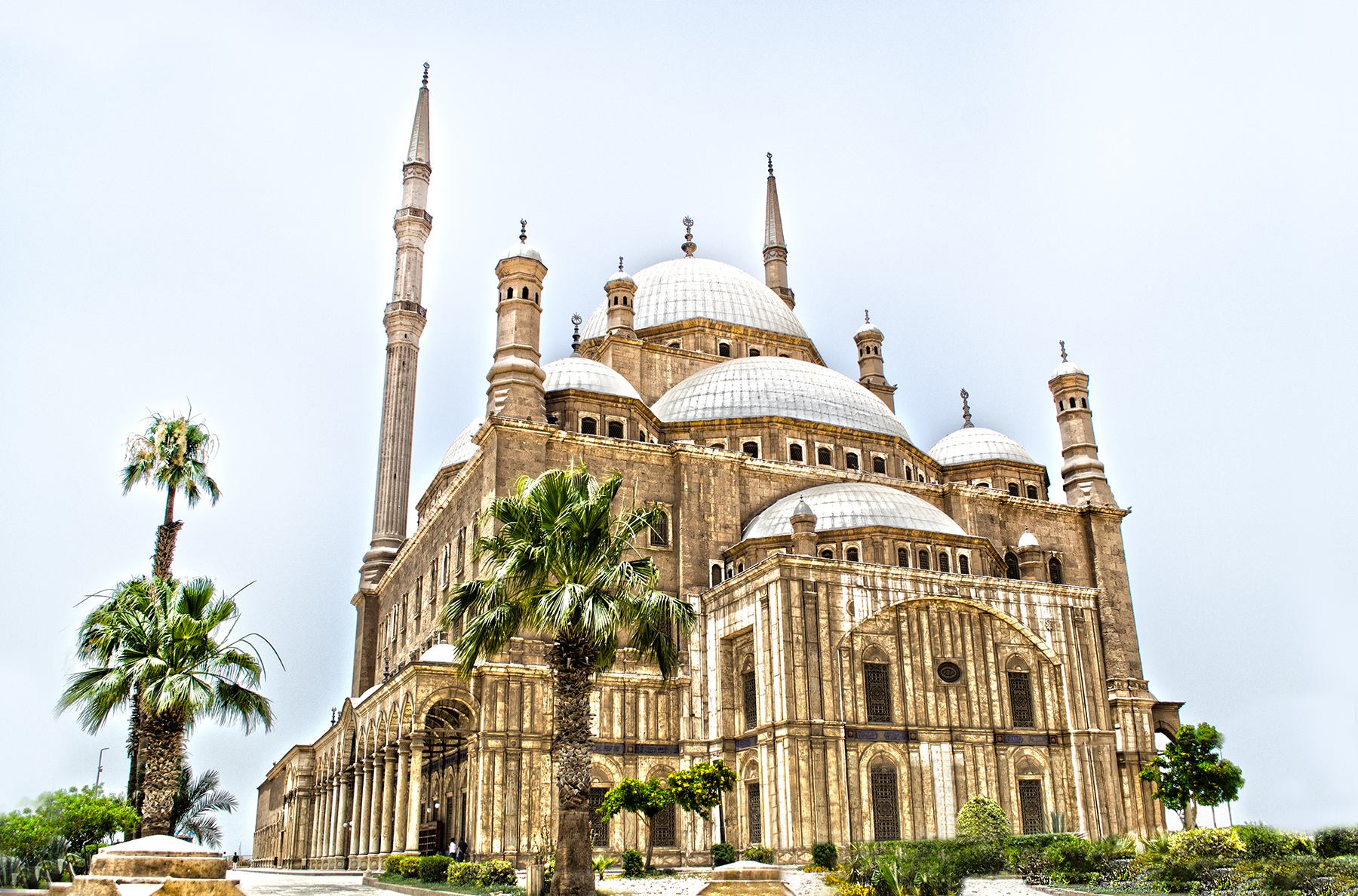
Mešita Muhammada Alího

Hlavním náboženstvím v Egyptě je islám, ke kterému se hlásí přibližně 90 % obyvatel. Drtivou většinu z nich tvoří sunnité. Islám se do země dostal s příchodem Arabů v 7. století našeho letopočtu a následně se Egypt stal politickým a kulturním centrem muslimského světa. Za vlády prezidenta Anvara as-Sádáta se islám stal oficiálním státním náboženstvím a islámské právo šaría bylo v egyptské ústavě zakotveno jako hlavní zdroj egyptského zákonodárství. Zbylých 10 % obyvatelstva tvoří křesťané. 90 % z nich se hlásí ke koptské pravoslavné církvi a ostatní hlavně ke koptské katolické církvi a egyptské evangelické církvi. Dalšími jsou římskokatolíci, věřící dalších východních katolických církví, anglikáni a věřící protestantských církví. Posledním ze tří náboženství, které jsou v Egyptě uznávané, je judaismus, ke kterému se hlásí pouze několik stovek občanů. Mezi další minoritní náboženství patří například Bahá'í, avšak to není společně s dalšími státem uznané. Občanům, kteří chtěli mít takové náboženství napsané v jejich průkazu totožnosti, bylo vydání průkazu odepřeno. Egypťané tak byli postaveni do situace, kdy museli lhát o svém náboženství nebo nezískali průkaz totožnosti. Změna zákona v roce 2008 umožnila těmto lidem získat průkaz totožnosti a zanechat kolonku „Náboženství“ prázdnou.

Modlitba v mešitě Al-Azhar

Přibližně 15 milionů Egypťanů patří k různým súfistických řádům, které radikální islamisté považují za kacířské. Při teroristickém útoku v súfistické mešitě al-Rawda na severu Sinaje 24. listopadu 2017 zemřelo přes 300 lidí.
Historie Egypta je v oblasti náboženství nevídaně bohatá. Nejstarší dochované náboženské texty staroegyptského náboženství vytesané do kamene pochází z přelomu 4. a 3. tis. př. n. l. Staroegyptské náboženství bylo velmi rozvinuté a kvalitně zaznamenané. Křesťanství proniklo do Egypta bezprostředně po svém vzniku na přelomu letopočtu a má v Egyptě nepřetržitou tradici. Islám se do země dostal rovněž nedlouho po svém vzniku v 7. století. Egypt má dnes největší muslimskou populaci v arabském světě a šestou největší muslimskou populaci na světě; je domovem 5 % světové muslimské populace. Egypt má ovšem zároveň největší křesťanskou populaci na Blízkém východě a v severní Africe. Většina muslimů jsou sunnité, asi 12 % jsou nekonfesní muslimové, menšina je rovněž šíitská (přibližně 2 miliony lidí). Počet salafistů je odhadován na 5–6 milionů lidí, zatímco Ahmadíja má v Egyptě jen asi 50 tisíc stoupenců. Mimořádný význam pro světový islám má káhirská islámská Univerzita al-Azhar založená v roce 970. Největší křesťanská církev v Egyptě je Koptská pravoslavná církev, která se oddělila od univerzální církve po koncilu v Chalcedonu (451), jehož závěry nepřijala a označila se za nechalcedonskou, tzv. miafyzitskou církev. Podle teologa a afrikanisty O. Havelky jsou v Egyptě dále přítomné: koptská katolická církev, egyptské evangelické církve, řecko-katolická církev, řecká pravoslavná církev a další (v malých počtech věřících zastoupené) církve. Egypt oficiálně uznává pouze tři náboženství: islám, křesťanství a judaismus. Jiná náboženství nejsou státem uznávána a bývají vládou označována za hrozbu pro národní bezpečnost Egypta.

## Kultura
Egyptská kultura sahá do doby starší než šest tisíc let. Starověký Egypt patřil mezi nejstarší civilizace a po celá tisíciletí si svoji kulturu, která ovlivnila mnohé kultury v zemích Evropy, Afriky a středního východu, udržel. Po éře faraonů se Egypt dostal pod vliv helénistické, křesťanské a islámské kultury. V dnešní době je mnoho aspektů staroegyptské kultury propojeno s novějšími prvky obsahujícími vliv západní kultury, která je již sama o sobě ovlivněna staroegyptskou kulturou.
Hlavní město Egypta, Káhira, je největším městem Afriky a po celá staletí bylo centrem vzdělání, kultury a obchodu. Egypt se rovněž pyšní nejvyšším počtem laureátů Nobelovy ceny z celé Afriky a arabského světa. Někteří egyptští politici byli nebo jsou v čele významných mezinárodních organizací. Mezi ně například patří Butrus Butrus-Ghálí, bývalý generální tajemník OSN, či Muhammad Baradej, bývalý generální ředitel Mezinárodní agentury pro atomovou energii a držitel Nobelovy ceny míru.
Egypt má rovněž velký vliv v arabsky mluvících zemích. Moderní arabská kultura je silně ovlivněna egyptskou literaturou, hudbou a kinematografií.

### Umění a architektura

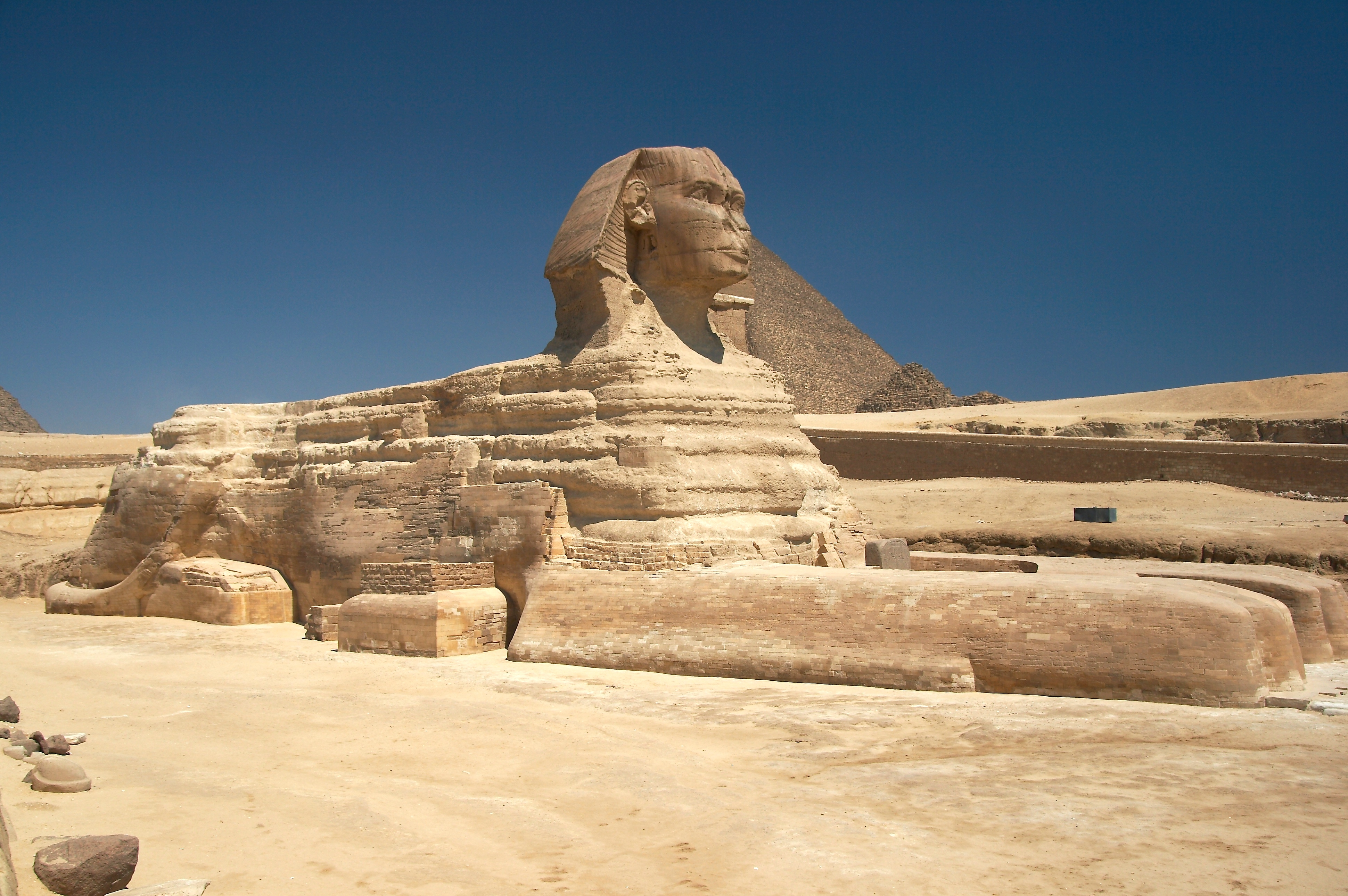
Velká sfinga v Gíze

Egypťané byli jednou z prvních civilizací, která začlenila designové prvky do umění a architektury. Egyptská civilizace je známá pro své kolosální pyramidy, chrámy a monumentální hrobky. Známými příklady jsou Džoserova stupňovitá pyramida, která byla navržena starověkým architektem Imhotepem, Velká sfinga v Gíze, pyramidy v Gíze (architektem největší z nich měl být Hemiunu), chrám Džeser-Džeseru, dílo architekta Senenmuta, či chrám v Abú Simbelu. Nejznámějšími staroegyptskými sochařem byli Amenhotep, syn Hapuův, autor Memnonových kolosů, a Thutmose, tvůrce známé Busty královny Nefertiti. Moderní egyptské umění je velmi různorodé. Významnými umělci byli například architekti Hassan Fathy a Ramses Wissa Wassef, sochař Mahmúd Mochtar či Izák Fanús, který se zabýval koptským uměním. V současnosti svými erotikou nabitými díly provokuje umělkyně Ghada Amer.
Řadu staroegyptských památek lze spatřit v Egyptském muzeu v Káhiře. Bylo založeno roku 1858 Francouzem Augustem Mariettem a nachází se v klasicistní budově z roku 1902 v severní části náměstí Osvobození. Jeho konkurentem se pozvolna stává moderní Velké egyptské muzeum, které vyrostlo nedaleko pyramid v Gíze. Velkolepý projekt byl dokončen roku 2021.
Egyptské filmový průmysl vzkvétá od konce 19. století. Dnes je v Egyptě k dispozici přes třicet satelitních kanálů a přes sto natočených filmů ročně. Káhira je již dlouho známá jako „Hollywood středního východu“. Hostí každoroční Káhirský mezinárodní filmový festival, který je hodnocen jako jeden z jedenácti nejlepších filmových festivalů na světě. Režisér Youssef Chahine se stal klíčovým tvůrcem moderní egyptské kinematografie. Mezi nejznámější egyptské herce patří Omar Sharif, Fátin Hamámaová nebo Shadia.

### Literatura

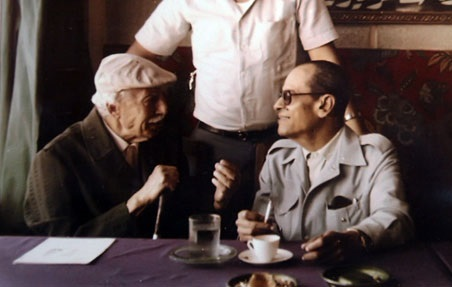
Tawfiq al-Hakim a Nadžíb Mahfúz

### Hudba

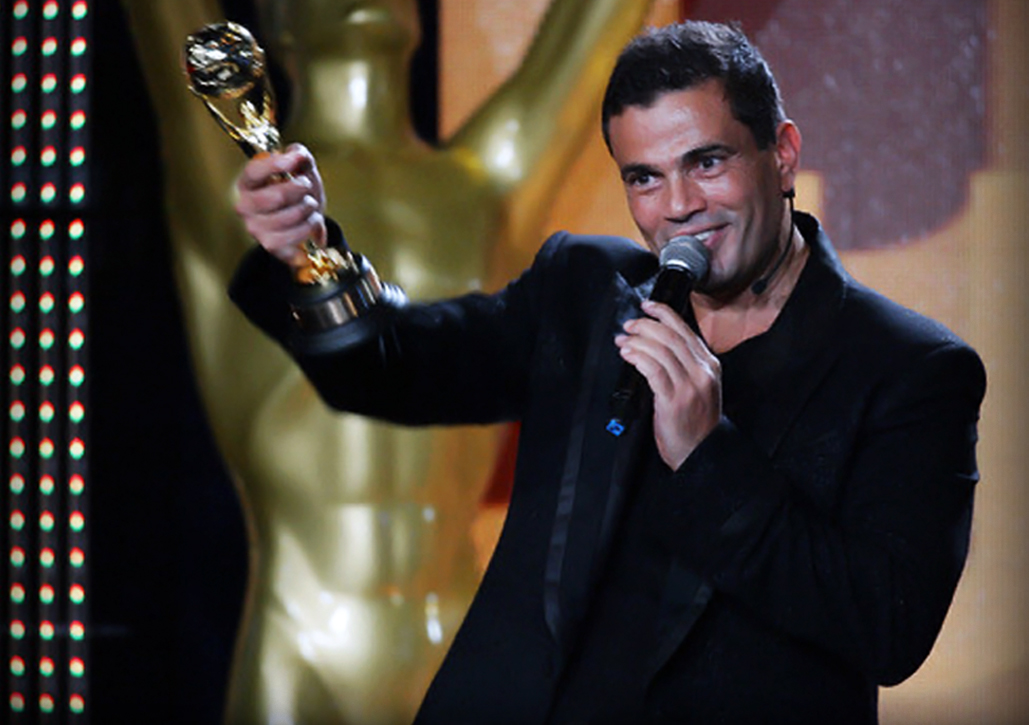
Amr Dijáb

Egyptská hudba je tvořena místními, středomořskými, africkými a západními prvky. Ve starověku Egypťané používali mnohé hudební nástroje. Nejvíce však harfu, flétnu a místních nástroje ney a úd. Později se součástí hudebního projevu stal zpěv a bicí nástroje.
Současná egyptská hudba je ovlivněna lidovou hudbou, která se i nadále hrává na svatbách či jiných tradičních slavnostech. Skladatel Mohamed Abdel Wahab proslul řadou vlasteneckých písní a tím, že se pokusil skloubit západní a arabskou hudební tradici. Egyptská populární hudba se začala rozvíjet v meziválečné éře, její základy tehdy položil Sajid Darwíš. Boom zažívá od 50. let, díky jménům jako Abd al-Halím Háfiz a Umm Kulthum. V Egyptě se narodila i zpěvačka Dalida, která se nakonec prosadila ve Francii, začínala nicméně jako vítězka soutěže Miss Egypt. Mezi nejpopulárnější zpěváky současnosti patří Amr Dijáb, držitel několika World music awards.
V egyptském hlavním městě se rovněž nachází Káhirská opera, která je centrem egyptského umění.
Velkou tradici má v Egyptě orientální tanec, který Egypťané nazývají raqs sharqi.

### Věda a filozofie

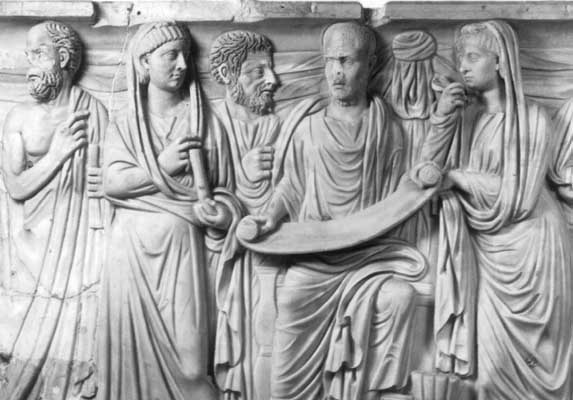
Plótínos se svými žáky

Egyptská filozofie má hluboké kořeny, již ve starém Egyptě působil Ptahhotep, autor jedné z nejproslulejších Knih moudrých rad do života, což byla jakási staroegyptská mravní naučení. V éře helénismu byl Egypt epicentrem vzdělanosti, k nejproslulejším autorům té doby patřil novoplatonský filozof Plótínos, Filón Alexandrijský, jenž se pokusil skloubit židovskou a řeckou tradici, či historik Manehto. Poté, co se v 1. století Alexandrie stala centrem křesťanství, vznikla zde Alexandrijská katechumenická škola, první a nejstarší středisko komplexního teologického myšlení v dějinách křesťanství. Jejími nejdůležitějšími představiteli byli Órigenés, Dionýsios či Didymos, všichni alexandrijští rodáci. Z Athén do Alexandrie přišel i Kléméns. V pozdější fázi navázal na tuto tradici navázal Atanáš či Pantainos. K nejvýznamnějším autorů muslimské středověké vzdělanosti patřil Džalál ad-Dín as-Sujútí, historik Al-Maqrizi nebo Rífáʿa Ráfiʿ at-Tahtáwí, jeden z prvních egyptských učenců, kteří psali o západních kulturách ve snaze dosáhnout smíření a porozumění mezi islámskou a křesťanskou civilizací. Zakladatelem islámského modernismu byl učenec Muhammad Abdo. Vyloženě sekulární modernistické myšlení do Egypta přinesl Qasim Amin, mj. průkopník arabského feminismu. V rámci marxismu se stal vlivným teoretik mezinárodních vztahů Samir Amin. Legendou egyptské egyptologie se stal Zahi Hawass, byť měl i řadu kritiků.
Ve starém Egyptě se rozvíjelo zejména lékařství. K legendárním postavám patří například lékařka Merit-Ptah, byť podle některých nových studií reálně neexistovala. Egypťan Ahmes je nejstarším matematikem, jehož známe jménem. Helénismus byl zlatým věkem pro rodící se přírodní vědy. Vědci působili začasto v Múseiu v Alexandrii, po několik staletí nejvýznamnější starověká badatelská instituci. Spisy Klaudia Ptolemaia představovaly shrnutí starověké astronomie, astrologie i geografie a platily za autoritativní zdroj až do novověku. Hérón Alexandrijský položil základy mechaniky. Diofantos byl prvním matematikem, který řešil ryze algebraické problémy a zavedl pro ně promyšlený systém značek. Ktesibios vynalezl tlakovou pumpu, vývěvu, dvojčinnou hasičskou stříkačku, zápachovou uzávěrku, vodní hodiny a vodní varhany. Do alexandrijského múseionu se však sjížděli nejlepší vědci z celého řeckého světa, působili zde i Eukleidés či Archimédés. Na tuto tradici navázali učenci tzv. muslimského zlatého věku, egyptskými rodáky byli například matematici Ibn Yunus a Abu Kamil. V Káhiře působil též legendární Alhazen nebo Ibn an-Nafís. Ale ani moderní egyptská vědy není druhořadá. V roce 1999 získal Nobelovu cenu za chemii Ahmed Zewail, a to za studium přechodových stavů chemických reakcí použitím femtosekundové spektroskopie. Šlo o první egyptskou Nobelovu cenu za vědu.

### Kuchyně

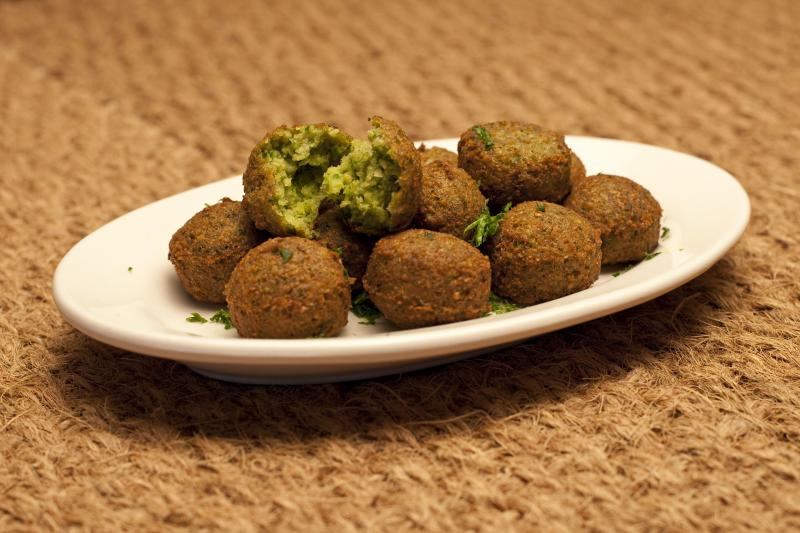
Falafel

Egyptská kuchyně v sobě spojuje prvky z arabské, středomořské i africké kuchyně. Používají se luštěniny, zelenina a ovoce pěstované v oblasti údolí a delty Nilu. Z masa se používá králičí, holubí, kuřecí, kachní, skopové nebo hovězí. Falafel, kuličky z cizrny (nebo bobů), rozšířené po celém Blízkém východě, pocházejí právě z Egypta. Egyptská verze kebabu se nazývá šavarma. Oblíbená je též směs rýže, těstovin, čočky zvaná košarí, pasta ze sezamu tahina nebo pasta z cizrny hummus. Jako příloha se často používá pita chléb, v Egyptě nazývaný eish.
Egyptské dezerty a sladkosti často obsahují datle, med nebo mandle. Mezi nejvýznamnější egyptské dezerty patří baklava, sladkost z vrstev tenkého listového těsta, plněná sekanými ořechy a slazená sirupem nebo medem. Oblibě se těší též dezert z krupicového těsta slazený pomerančovou vodou zvaný basbousa nebo kanafeh. Rozšířeny jsou tradiční arabské nápoje jako je čaj nebo káva. Dále se pijí různé bylinné čaje, z nichž nejznámější je ibiškový nápoj karkade. Populární jsou také ovocné šťávy nebo šťáva z cukrové třtiny. Alkoholické nápoje nejsou příliš rozšířeny,
Kuchyně starověkého Egypta byla ovšem jiná. Důležité bylo pro staré Egypťany pivo (dokonce se jednu dobu používalo i jako platidlo), které se ale od dnešního piva poměrně lišilo, připomínalo totiž spíše kaši. Bouza je dědictvím staroegyptského piva a je možné se s ní setkat v Egyptě dodnes.

### Sport

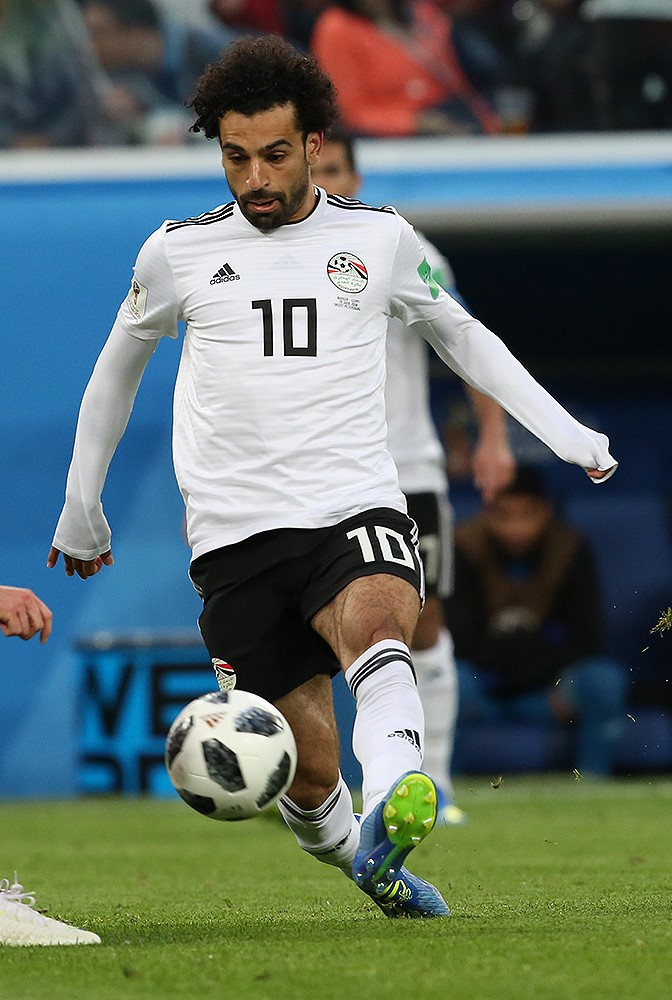
Mohamed Salah

Nejpopulárnějším sportem v Egyptě je fotbal. Mezi nejpopulárnější týmy patří kluby Al Ahly, Zamalek, Ismaily, Al-Ittihad Alexandrie a Al Masry. Káhirské derby mezi týmem Al Ahly a Zamalkem patří mezi nejbouřlivější africká a světová derby. Egyptská fotbalová reprezentace patří mezi nejúspěšnější africké celky. Své kvality dokazuje především na africkém kontinentu, kde již sedmkrát vyhrála Africký pohár národů, přičemž v letech 1957 a 1959 ho získala dvakrát v řadě a v letech 2006, 2008 a 2010 dokonce třikrát, čímž vytvořila nový světový rekord. Nejslavnějším egyptským fotbalistou se stal Mohamed Salah, který s Liverpoolem vyhrál Ligu mistrů UEFA, a který byl dvakrát, v letech 2017 a 2018, zvolen Africkým fotbalistou roku. V této anketě nicméně v minulosti uspěl i jiný egyptský fotbalista, Mahmúd El-Chátib v roce 1983. V konkurenční anketě, kterou pořádá BBC, pak titul afrického fotbalisty roku získali i Mohamed Barakat (2005) a Mohamed Aboutrika (2008). Dále za zmínku stojí Muhammad Alnaní, defenzivní záložník a hráč týmu Arsenal FC.
Dalšími velmi populárními sporty v Egyptě jsou squash a tenis. Egyptský squashový tým je známý po celém světě. Nejlepším hráčem je Amr Šabana, který mezi lety 2003 až 2009 vyhrál čtyřikrát světový šampionát ve squashi. Mezi africkými basketbalovými týmy je egyptský národní tým historicky nejúspěšnější, co se týče výkonů na mistrovství světa a Olympijských hrách. Na basketbalovém mistrovství Afriky již získali rekordních šestnáct medailí včetně pěti zlatých. Úspěšná je i házenkářská reprezentace, která z osmnácti afrických šampionátů získala šestnáct medailí včetně pěti zlatých.
Egypt se prvně zúčastnil olympijských her již v roce 1912, pravidelně se pak zúčastňuje od roku 1920. Do roku 2021 získal osm zlatých medailí, pět ve vzpírání, dvě v zápase (Karam Gaber, Ibrahim Moustafa) a jednu v karate. Tu na olympiádě v Tokiu roku 2021 získala Feryal Abdelazízová, a stala se tak první egyptskou ženou, která získala olympijské zlato.
V roce 2007 se Omar Samra stal prvním Egypťanem a nejmladším Arabem, který vystoupil na nejvyšší horu světa Mount Everest. Expedice, která byla vedena jižní cestou, začala 25. března 2007 a skončila o devět týdnů později.